# Liste der Biografien/Abd
Liste der Biografien |
Portal Biografien |
Personensuche
# |
A |
B |
C |
D |
E |
F |
G |
H |
I |
J |
K |
L |
M |
N |
O |
P |
Q |
R |
S |
T |
U |
V |
W |
X |
Y |
Z |
?
 
Aa |
Ab |
Ac |
Ad |
Ae |
Af |
Ag |
Ah |
Ai |
Aj |
Ak |
Al |
Am |
An |
Ao |
Ap |
Aq |
Ar |
As |
At |
Au |
Av |
Aw |
Ax |
Ay |
Az
 
Aba |
Abb |
Abc |
Abd |
Abe |
Abf |
Abg |
Abh |
Abi |
Abj |
Abk |
Abl |
Abm |
Abn |
Abo |
Abp |
Abr |
Abs |
Abt |
Abu |
Abw |
Aby |
Abz
Die Liste der Biografien führt alle Personen auf, die in der deutschsprachigen Wikipedia einen Artikel haben. Dieses ist eine Teilliste mit 632 Einträgen von Personen, deren Namen mit den Buchstaben „Abd“ beginnt.

## Abd
- Abd al Malik (* 1975), französischer Rapper und Slampoet mit kongolesischer Herkunft
- Abd al Rahman, Atijah († 2011), libysches Al-Qaida-Mitglied
- Abd al-Ahad Khan (1859–1911), 7. Emir des Emirat Buchara
- Abd al-Aziz († 716), Statthalter des Umayyaden-Reiches
- Abd al-Aziz († 1943), Sultan der Alawiden
- ʿAbd al-ʿAzīz Āl asch-Schaich (* 1943), saudi-arabischer MuftiʿAbd al-ʿAzīz Āl asch-Schaich (* 1943)

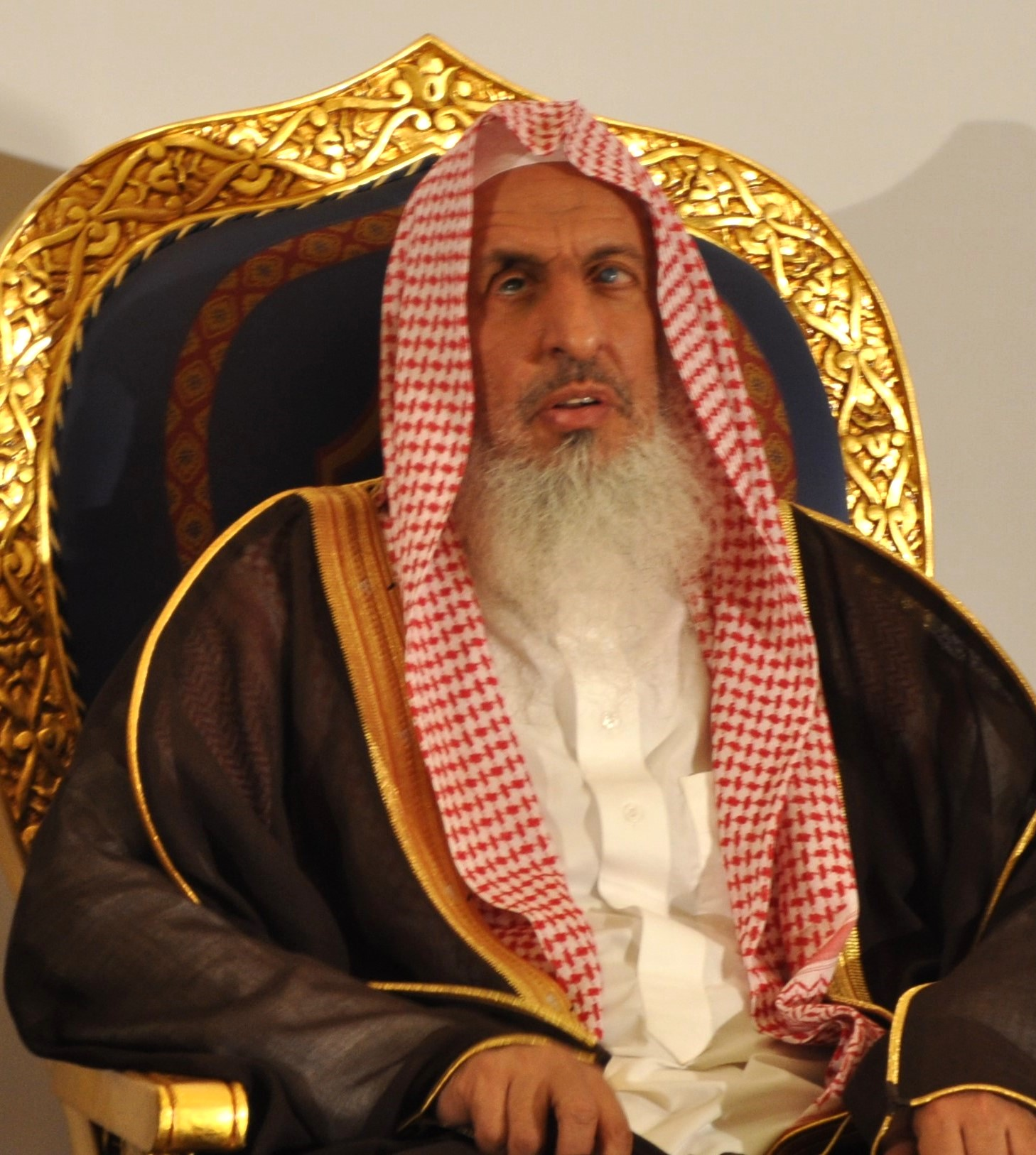
ʿAbd al-ʿAzīz Āl asch-Schaich (* 1943)

- ʿAbd al-ʿAzīz al-Amawī (1838–1896), schafiitischer Gelehrter des Qādirīya-Ordens
- ʿAbd al-ʿAzīz ath-Thamīnī (1718–1808), ibaditischer Rechtsgelehrter
- Abd al-Aziz ibn Abd ar-Rahman (* 1007), König des Taifas von Valencia
- ʿAbd al-ʿAzīz ibn Marwān, Statthalter von Ägypten und Nordafrika
- Abd al-Aziz ibn Muhammad († 1803), Imam der Wahhabiten (1765–1803)
- Abd al-Aziz ibn Uthman († 967), arabischer Astrologe
- Abd al-Aziz II. († 1434), Kalif der Hafsiden (1394–1434)
- Abd al-Aziz, Uthman (* 1922), kurdisch-irakischer Gründer der Islamischen Bewegung in Kurdistan
- ʿAbd al-Dschabbār ibn Ahmad († 1024), muʿtazilitischer Theologe
- Abd al-Dschalil, Mustafa (* 1952), libyscher Politiker
- ʿAbd al-Ghanī an-Nābulusī (1641–1731), arabischer Sufi-Mystiker und Literat
- Abd al-Hadi, Awni (1889–1970), liberaler palästinensischer Politiker
- ʿAbd al-Halīm Muhammad Abū Schuqqa (1924–1995), arabischer Rechtsgelehrter
- ʿAbd al-Ḥaqq Amānat Khān (1570–1645), Kalligraph
- Abd al-Husain Scharaf ad-Din al-Musawi (1872–1957), schiitischer Gelehrter und Geistlicher
- Abd al-Karim (1882–1963), Führer der Rif-BerberAbd al-Karim (1882–1963)

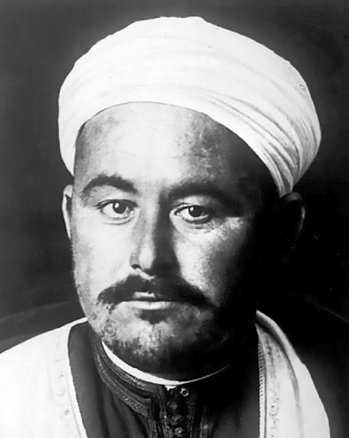
Abd al-Karim (1882–1963)

- ʿAbd al-Karīm al-Dschīlī (* 1365), Sufi-Scheich
- Abd Al-Karim Gharaybeh (1923–2014), jordanischer Historiker, ehemaliges Mitglied des Senats
- Abd al-Karim Kashmiri († 1784), persisch-indischer Historiker
- Abd al-Latif al-Baghdadi (1162–1231), arabischer Universalgelehrter, Historiker und Mediziner
- ʿAbd al-Latīf al-Baghdādī (1917–1999), ägyptischer Offizier und Politiker
- Abd al-Mahdi, Adil (* 1942), irakischer schiitischer Politiker
- Abd al-Malik (646–705), fünfter Kalif der Umayyaden (685–705)
- ʿAbd al-Malik ibn Habīb (790–853), islamischer Rechtsgelehrter
- Abd al-Malik ibn Qatan al-Fihri († 741), arabischer Statthalter von al-Andalus
- Abd al-Malik ibn Umar ibn Marwan, umayyadischer Prinz, Statthalter von Sevilla
- Abd al-Malik II., Herrscher aus der Samaniden-Dynastie, regierte 999 n. Chr.
- Abd al-Malik Imad ad-Daula († 1130), Emir von Saragossa
- Abd al-Mu'min († 1163), erster Kalif der Almohaden (1130–1163)
- ʿAbd al-Muttalib ibn Hāschim, Großvater des Propheten Mohammed
- ʿAbd al-Qādir al-Dschīlānī († 1166), persischer islamischer Mystiker, Gründer der Qadiri-Tariqa (Qadiri-Derwisch-Orden)ʿAbd al-Qādir al-Dschīlānī († 1166)

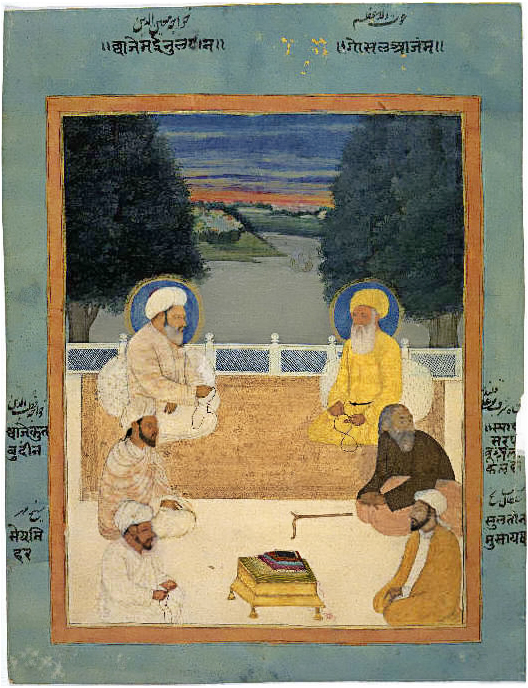
ʿAbd al-Qādir al-Dschīlānī († 1166)

- ʿAbd al-Qāhir al-Dschurdschānī († 1078), persischer Grammatiker und Rhetor
- Abd al-Quddus Abu Salah (* 1932), syrischer Hochschullehrer und Präsident der International League for Islamic Ethics
- Abd al-Rahīm, Ğamāl (1924–1988), ägyptischer Komponist und Musikpädagoge
- Abd al-Rahman al-Kayyali (1887–1969), syrischer Arzt und Politiker
- Abd al-Rahman ibn Abu Bakr († 675), Gefährte des Islamischen Propheten Muhammed
- Abd al-Wahhab bin Ibrahim Abu Sulaiman (1937–2023), saudischer Theologe
- ʿAbd al-Wāhid al-Marrākuschī (* 1185), islamischer Historiograph und Gelehrter
- Abd al-Wahid II. ar-Raschid, neunte Kalif der Almohaden (1232–1242)
- Abd Allah ibn Dschafar (624–699), Gefährte des Islamischen Propheten Muhammed
- Abd Allah ibn Dschubair († 625), Gefährte des Islamischen Propheten Muhammed
- Abd Allah ibn Hudhafa († 653), Gefährte des Islamischen Propheten Muhammed
- Abd Allah ibn Ishaq ibn Ghaniya († 1203), Emir von Mallorca
- Abd Allah ibn Ta'Allah al-Kumi, Wālī von Mallorca
- Abd Allah ibn Umm Maktum († 636), Gefährte des Islamischen Propheten Muhammed
- Abd an-Nasir Musa Abu l-Basal (* 1964), islamischer Geistlicher und Rechtsgelehrter (Scharia)
- Abd ar-Rahman al-Bazzaz (1913–1973), irakischer Politiker
- Abd ar-Rahmān al-Ghāfiqī († 732), maurischer Militärführer
- Abd ar-Rahman I. (731–788), erster Emir von Córdoba in AndalusienAbd ar-Rahman I. (731–788)

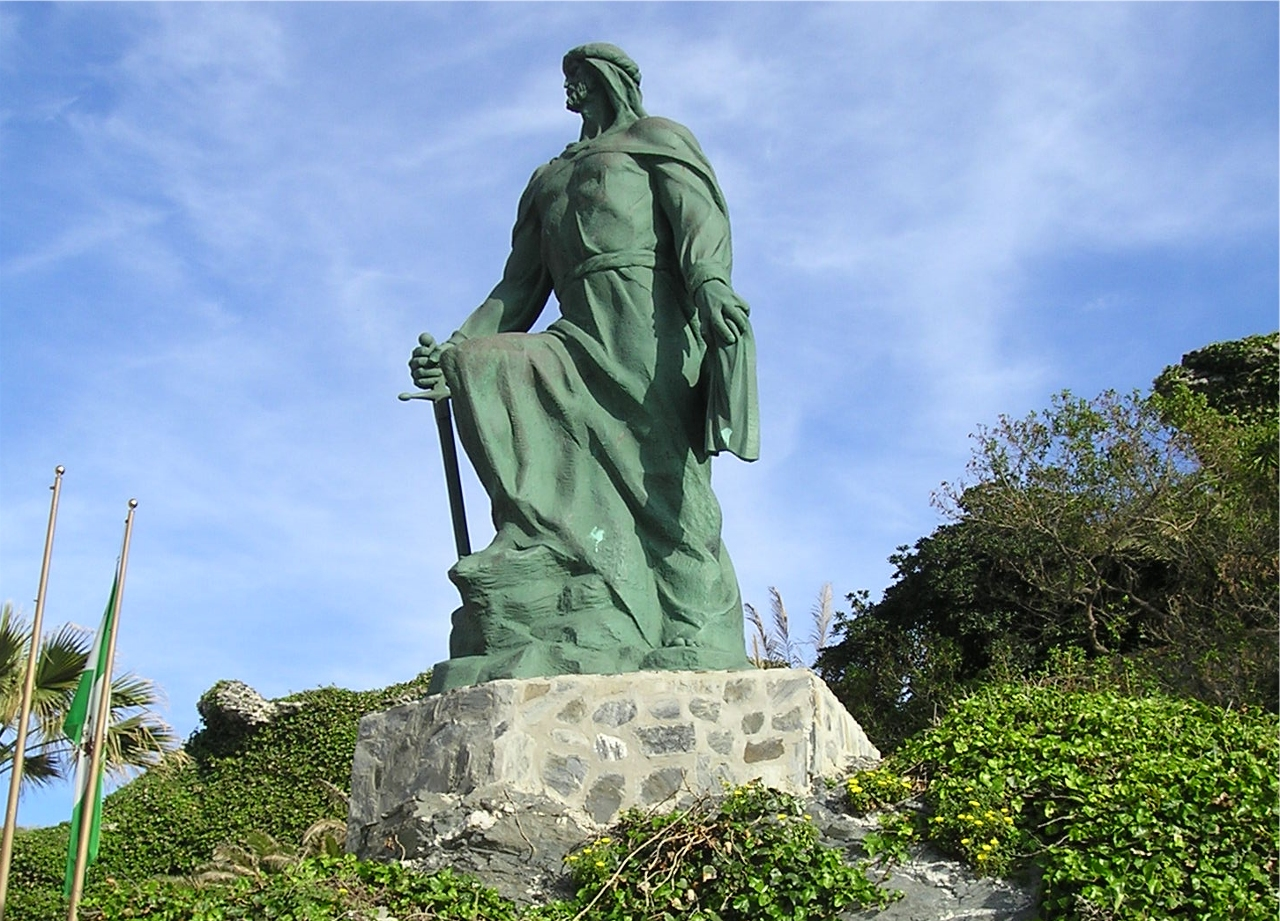
Abd ar-Rahman I. (731–788)

- Abd ar-Rahman ibn Abd al-Aziz (1931–2017), saudischer Vizeverteidigungsminister
- ʿAbd ar-Rahmān ibn ʿAuf, Anhänger des Propheten Mohammed, Händler
- ʿAbd ar-Rahmān ibn Muldscham al-Murādī († 661), Charidschit und Attentäter
- ʿAbd ar-Rahmān ibn Rustam († 784), Begründer des Rustamidenreiches in Nordafrika
- Abd ar-Rahman II. (792–852), Emir von Córdoba (822–852)
- Abd ar-Rahman III. (889–961), Emir und Kalif von Córdoba (912–961)
- Abd ar-Rahman IV. († 1018), Kalif von Córdoba (1018)
- Abd ar-Rahman Sanchuelo († 1009), letzte Amiride in Córdoba (regierte 1008–1009)
- Abd ar-Rahman V. (1001–1024), Kalif von Córdoba (1023–1024)
- Abd ar-Rahman, Aischa (1913–1998), ägyptische Schriftstellerin und Literaturwissenschaftlerin
- Abd ar-Rahman, Mulai (1778–1859), Sultan der Alawiden in Marokko (1822–1859)
- Abd ar-Rahman, Ra’uf Raschid (* 1941), irakischer, kurdischer RichterRa’uf Raschid Abd ar-Rahman (* 1941)

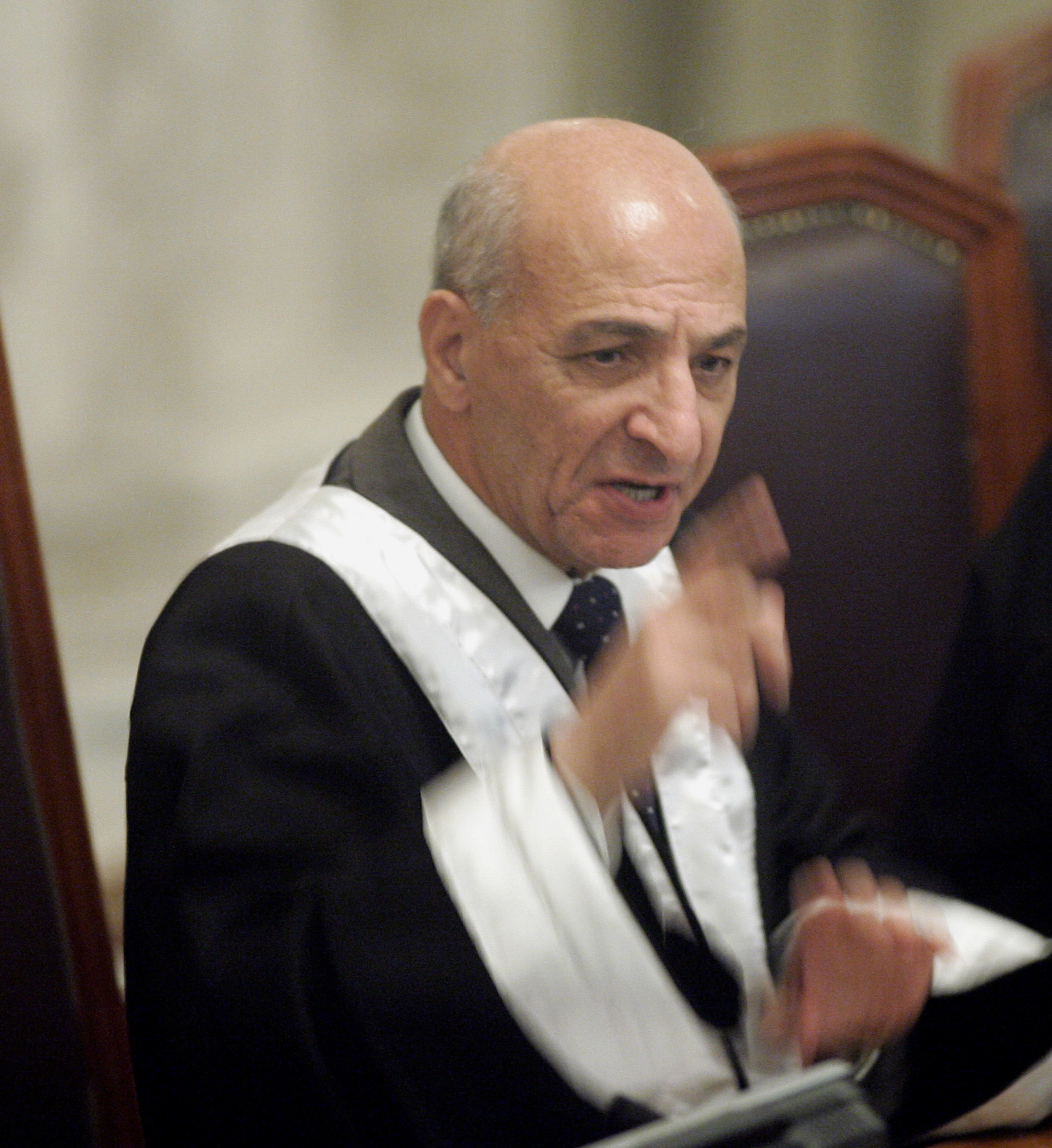
Ra’uf Raschid Abd ar-Rahman (* 1941)

- Abd ar-Rahman, Taha (* 1944), marokkanischer Philosoph und Theologe
- Abd ar-Rahman, Umar (1938–2017), ägyptischer Kleriker
- ʿAbd ar-Rāziq, ʿAlī († 1966), ägyptischer Islamgelehrter und Scharia-Richter
- ʿAbd ar-Rāziq, Mustafā (1885–1947), ägyptischer Religionsgelehrter
- Abd ar-Razzaq Bastini († 1338), erster Anführer des Sarbedaran-Aufstands
- Abd ar-Razzaq, Arif († 2007), irakischer Politiker
- Abd ar-Razzaq, Umar (* 1958), palästinensischer Ökonom und Politiker (Hamas)
- Abd as-Sabur, Salah (1931–1981), ägyptischer Literat und Denker der arabischen Welt
- Abd as-Samad, persisch-indischer Miniaturmaler, Kalligraf und Münzgestalter
- Abd el Farrag, Nadja (1965–2025), deutsche MedienpersönlichkeitNadja Abd el Farrag (1965–2025)

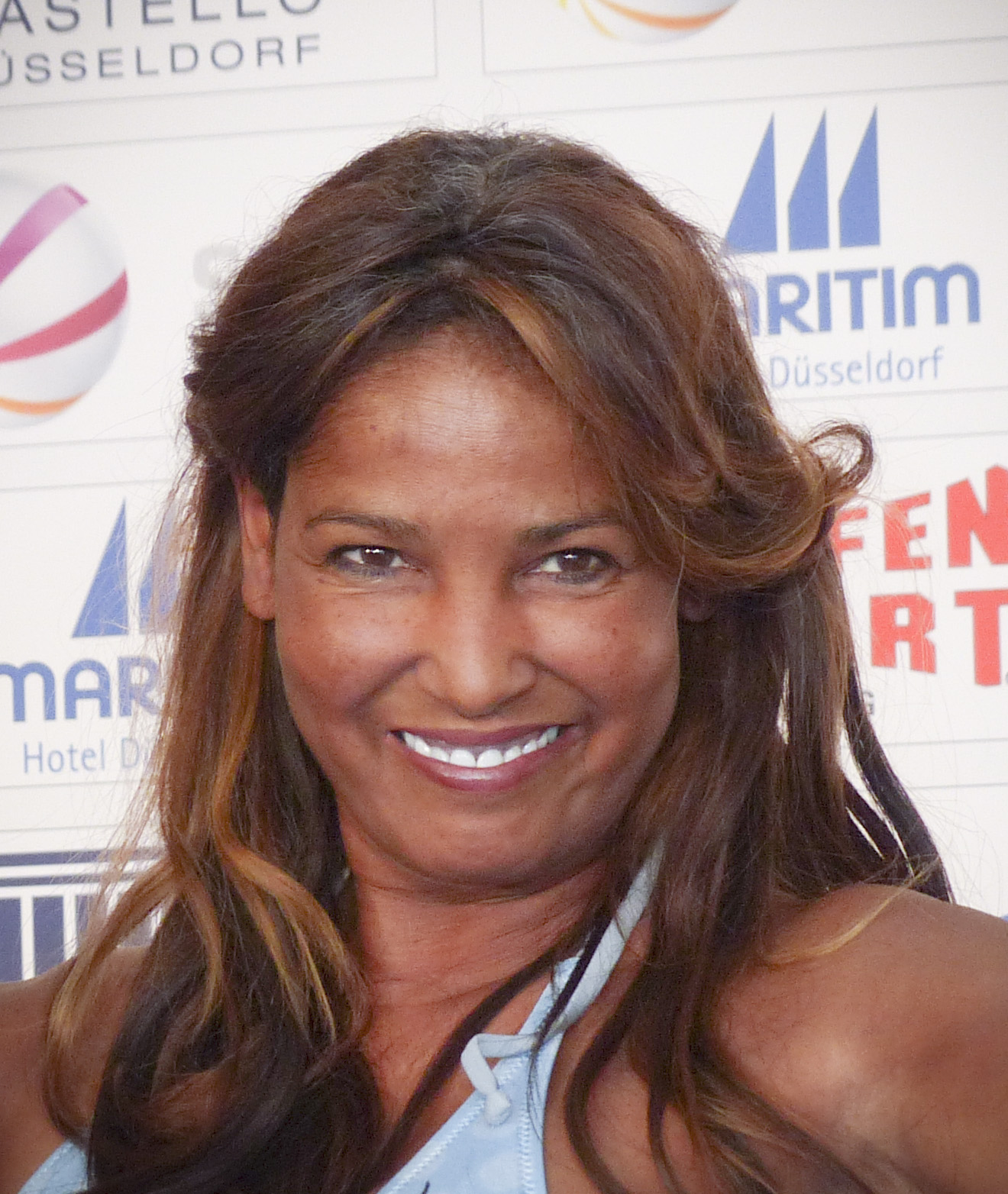
Nadja Abd el Farrag (1965–2025)

- Abd El Fatah, Mohamad (* 1978), ägyptischer Ringer
- Abd el-Fattah, Alaa (* 1981), ägyptisch-britischer Blogger und Softwareentwickler
- Abd Elhamed, Hatem (* 1991), israelischer Fußballspieler
- Abd Elmalak, Elia Eskandr (* 1975), ägyptischer Geistlicher
- ʿAbd Manāf ibn Qusaiy, Stammvater der Haschimiten bzw. Umayyaden
- ʿAbd Schams ibn ʿAbd Manāf, Kaufmann und Politiker in Mekka
- Abd ul-Ilah (1913–1958), irakischer Cousin und Schwager des Königs Ghazi I
- Abd-Melqart, phönizischer König von Tyros

### Abda
- Abdagases I., indischer König
- Abdagases II., indischer König
- Abdai Khan (1554–1588), Fürst der Khalka-Mongolen
- Abdal, Kaygusuz († 1444), Sufi-Dichter und Begründer der Alevi-Bektaschi-Literatur
- Abdal, Muhyiddin († 1529), Sufi-Dichter
- Abdala, Alberto (1920–1986), uruguayischer Politiker, Rechtsanwalt und Maler
- Abdala, Carlos, uruguayischer Politiker
- Abdala, Carlos (1930–1976), uruguayischer Politiker, Diplomat und Minister der Partido Blanco
- Abdala, Edgardo (* 1978), chilenisch-palästinensischer Fußballspieler
- Abdala, Joaquín (* 2000), chilenisch-palästinensischer Fußballspieler
- Abdala, Pablo (* 1972), argentinisch-palästinensischer Fußballspieler
- Abdalahad, Nikolaus Matti (* 1970), syrischer Geistlicher und Patriarchalvikar der syrisch-orthodoxen Diözese Spanien
- Abdalaziz, Shehab Mohamed (* 1998), ägyptischer Diskuswerfer
- Abdalhaqq II. (1420–1465), Sultan der Meriniden in Marokko (1421–1465)
- Abdalla, Abdilatif (* 1946), kenianischer Poet, Publizist und Hochschuldozent
- Abdalla, Abubaker Haydar (* 1996), katarischer Leichtathlet sudanesischer Herkunft
- Abdalla, Ali (* 1982), eritreischer Langstreckenläufer
- Abdalla, Asma Mohamed (* 1946), sudanesische Diplomatin und Politikerin
- Abdalla, Khalid (* 1980), britischer SchauspielerKhalid Abdalla (* 1980)

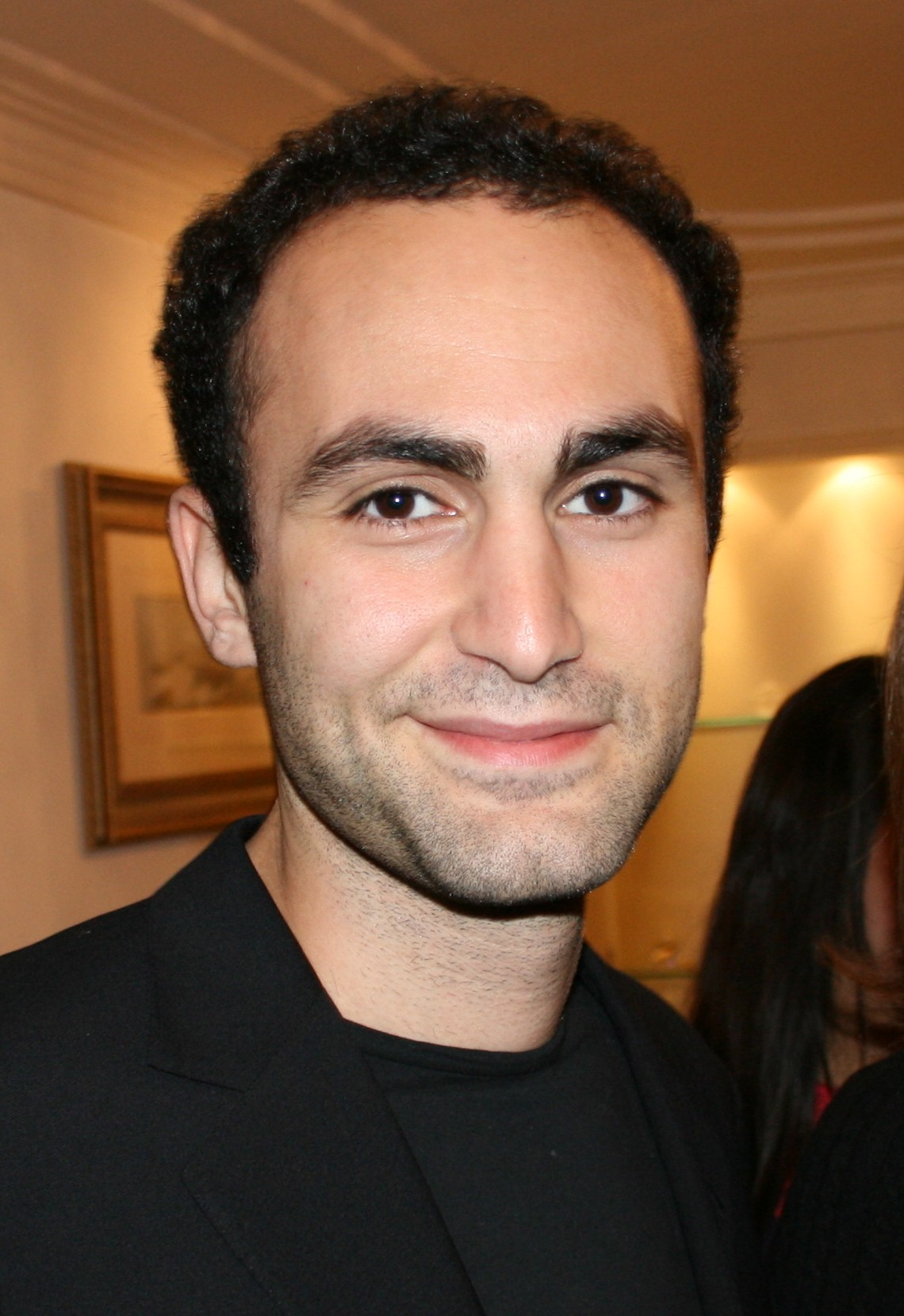
Khalid Abdalla (* 1980)

- Abdalla, Yaseen (* 2001), sudanesischer Leichtathlet
- Abdallah al-Adil, siebenter Kalif der Almohaden
- ʿAbdallāh al-Akbar, Begründer der Bewegung der ismailitischen Fatimiden
- Abdallah al-Ghalib (1517–1574), zweiter Sultan der Saadier in Marokko
- Abdallah al-Mahdi (874–934), erster Kalif aus der Dynastie der Fatimiden (910–934)
- ʿAbdallāh al-Muṭawiʿ (1926–2006), kuwaitischer Geschäftsmann und Mitbegründer der Muslimbruderschaft in Kuwait
- Abdallah ar-Rimawi, jordanischer Politiker
- ʿAbdallāh Bā Kathīr al-Kindī (1859–1925), arabischer Gelehrter hadramitischer Abstammung
- Abdallah I. ibn Saud († 1818), Imam der Wahhabiten (1814–1818)Abdallah I. ibn Saud († 1818)

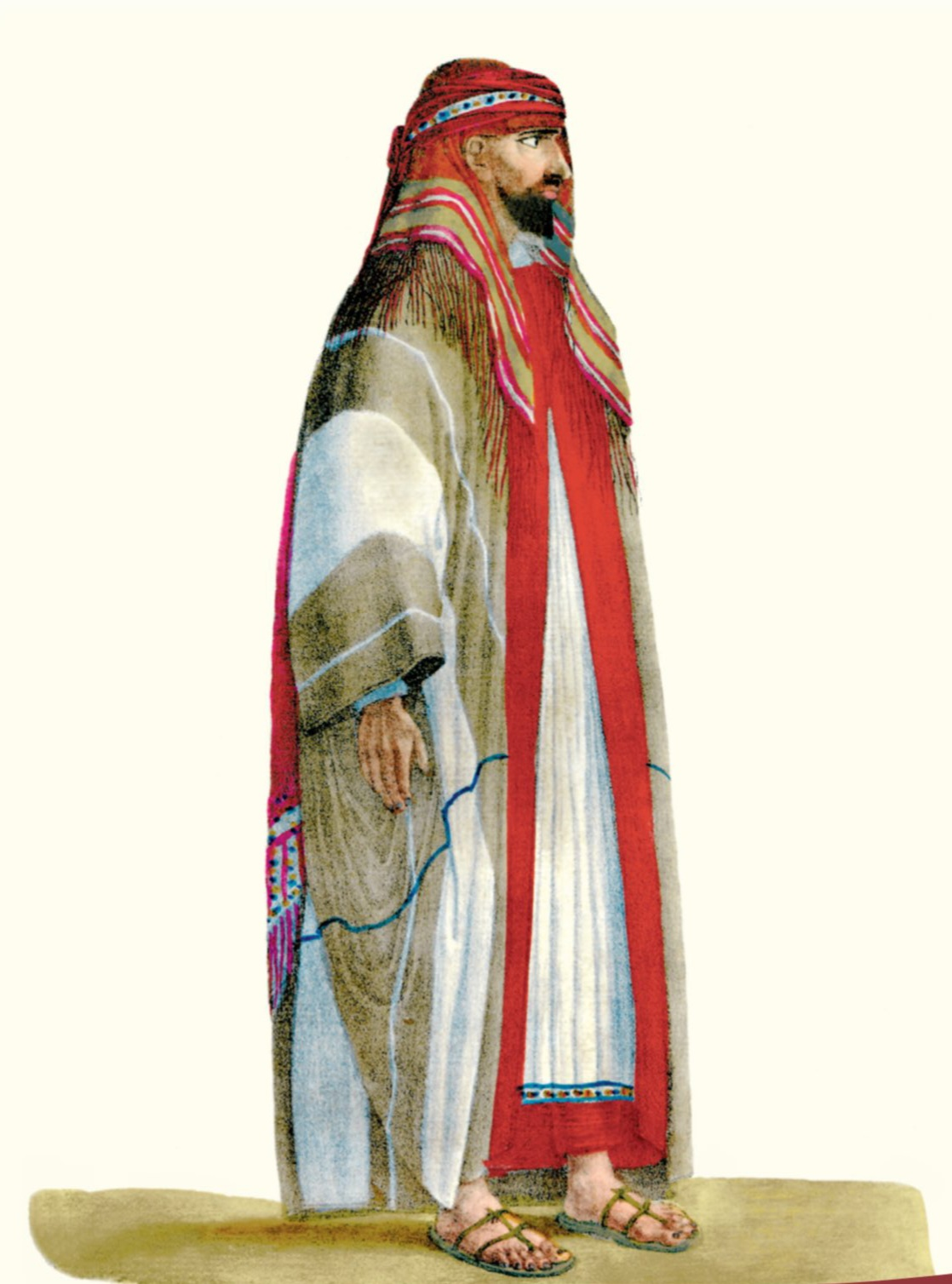
Abdallah I. ibn Saud († 1818)

- ʿAbdallāh ibn ʿAbbās (* 619), islamischer Gelehrter und Cousin des Propheten Mohammed
- Abdallah ibn Abd al-Malik, Umayyaden-Prinz und arabischer Feldherr
- ʿAbdallāh ibn ʿAbd al-Muttalib, Vater des Propheten Mohammed
- Abdallah ibn al-Aftas († 1045), Emir der Taifa von Badajoz
- ʿAbdallāh ibn al-Hurr al-Qaisī, Muslim zur Zeit des Propheten
- ʿAbdallāh ibn al-Mubārak (736–794), Hadith-Gelehrter, Historiker und Ṣūfī
- Abdallah ibn al-Muizz († 975), Person des ismailitischen schiitischen Islam, Prinz der Fatimiden
- Abdallah ibn al-Mu'tazz (861–908), Kalif der Abbasiden-Dynastie und arabischer Poet und Literaturwissenschaftler
- ʿAbdallāh ibn ʿAlī (721–764), Angehöriger der Familie der Abbasiden
- ʿAbdallāh ibn ʿAmr, Prophetengefährte und Schriftgelehrter
- ʿAbdallāh ibn at-Taiyib († 1043), nestorianischer Philosoph, Arzt, Priester, Theologie und Autor
- ʿAbdallāh ibn ʿAun († 768), Traditionarier
- ʿAbdallāh ibn az-Zubair (619–692), Kalif in Mekka
- ʿAbdallāh ibn Baiya (* 1935), mauretanischer Gelehrter des Islam
- Abdallah ibn Buluggin (* 1056), König des Taifas von Granada
- Abdallah ibn Dschahsch († 625), Anhänger Mohammeds
- Abdallah ibn Husain I. (1882–1951), Emir, dann König von (Trans-)Jordanien (1921–1951)Abdallah ibn Husain I. (1882–1951)

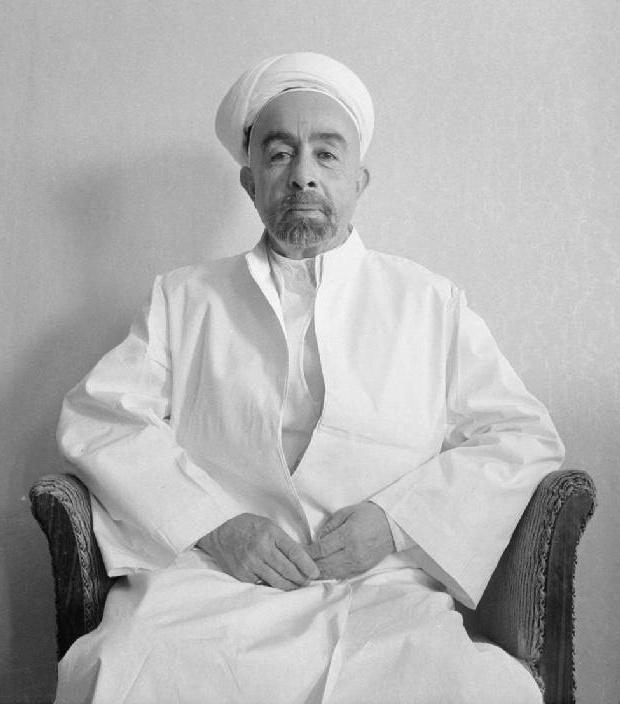
Abdallah ibn Husain I. (1882–1951)

- ʿAbdallāh ibn Ibād, Gründer der Ibaditen
- ʿAbdallāh ibn Saba', islamischer Theologe
- ʿAbdallāh ibn Saʿd († 656), Ziehbruder von Uthman ibn Affan
- ʿAbdallāh ibn Salām, jüdischer Anhänger Mohammeds
- ʿAbdallāh ibn Tāhir, Gouverneur von Chorasan
- ʿAbdallāh ibn ʿUmar († 693), ältester Sohn des zweiten Kalifen ʿUmar ibn al-Chattāb und durch seine Schwester Hafsa ein Schwager des Propheten Mohammed
- ʿAbdallāh ibn Wahb (743–812), ägyptischer Jurist, Traditionarier und Koranexeget
- Abdallah ibn Zakariya ibn Musa (1680–1748), melkitischer Diakon, Goldschmied und Buchdrucker
- Abdallah II. ibn Thunayyan († 1843), Imam der Wahhabiten (1841–1843)
- Abdallah III. ibn Faisal († 1889), Imam der Wahhabiten (1865–1871, 1873–1884 und 1887–1889)
- Abdallah von Córdoba (844–912), Emir von Córdoba
- Abdallah, Abdelwahab (* 1940), tunesischer Politiker und Diplomat
- Abdallah, Abu Faris († 1609), Sultan der marokkanischen Saadier-Dynastie
- Abdallah, Ahmed (1919–1989), komorischer Politiker und mehrfach Präsident der KomorenAhmed Abdallah (1919–1989)

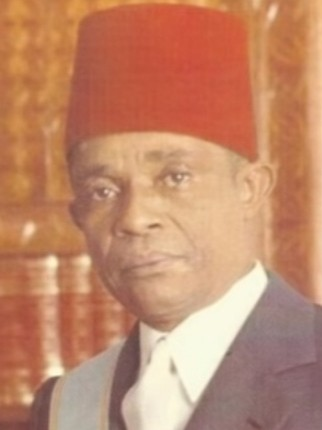
Ahmed Abdallah (1919–1989)

- Abdallah, Aiman (* 1965), deutscher Fernsehmoderator
- Abdallah, Alexander (* 1993), schwedischer Schauspieler und Regisseur
- Abdallah, Ben Saïd (* 1924), französischer Langstreckenläufer
- Abdallah, Charbel (* 1967), maronitischer Erzbischof von Tyros
- Abdallah, Dalila (* 1983), britisch-kubanische Schauspielerin, Kabarettistin und Sängerin
- Abdallah, Hakim (* 1998), madagassischer Fußballspieler
- Abdallah, Kassim (* 1987), französisch-komorischer Fußballspieler
- Abdallah, Keyliane (* 2006), französischer Fußballspieler
- Abdallah, Moutaz Mousa (* 1967), sudanesischer Politiker
- Abdallah, Mulai (1694–1757), Sultan der marokkanischen Alawiden-Dynastie
- Abdallah, Nia (* 1984), US-amerikanische Taekwondoin
- Abdallah-Steinkopf, Barbara (* 1958), Psychologin, psychologische Psychotherapeutin und Sachbuchautorin
- Abdallahi ibn Muhammad (1846–1899), Kalif des Mahdi-Reiches in SudanAbdallahi ibn Muhammad (1846–1899)

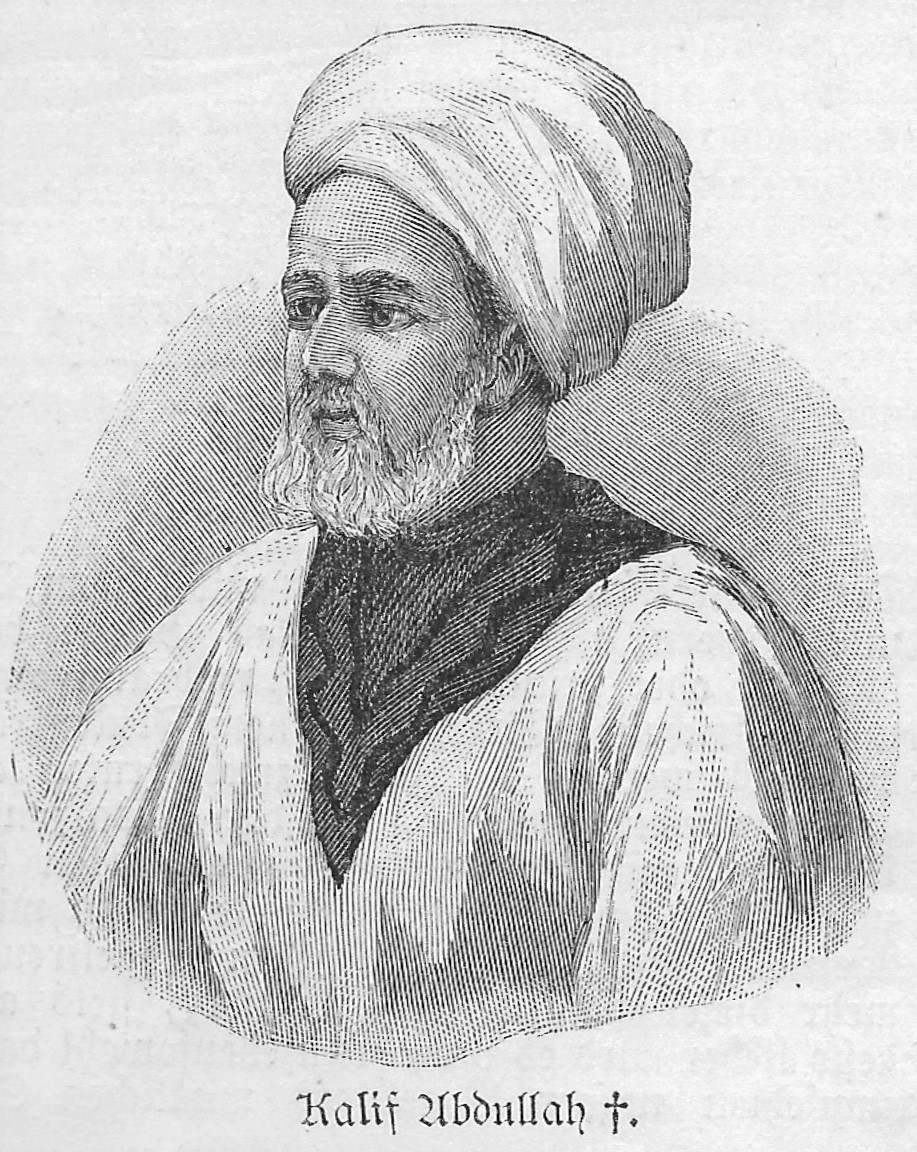
Abdallahi ibn Muhammad (1846–1899)

- Abdallahi, Sidi Ould (1938–2020), mauretanischer Politiker
- Abdallat, Lara, jordanische ehemalige Schönheitskönigin und Hacktivistin
- Abdalong von Marseille, angeblicher Bischof von Marseille
- Abdalonymos, König von Sidon
- Abdan, Hamad al- (* 2000), saudi-arabischer Fußballspieler
- Abdank, Paul Franz († 1765), österreichischer Stuckateur
- ʿAbdarisch, numidischer Steinmetz
- Abdarrahim ibn Ilyas, Prinz der Fatimiden, Thronfolger
- Abdas von Susa, Bischof von Susa und Märtyrer
- Abdat, Nicolas (* 1996), deutscher Fußballspieler

### Abde
- Abdel Azim, Sherif, ägyptischer Informatiker, Vorsitzender der Resala
- Abdel Aziz, Basma (* 1976), ägyptische Schriftstellerin, Journalistin, Künstlerin, Psychiaterin und Menschenrechtsaktivistin
- Abdel Aziz, Hadeel, jordanische Juristin und Menschenrechtsexpertin
- Abdel Aziz, Mohamed (* 1981), ägyptischer Straßenradrennfahrer
- Abdel Fattah Yahya Pascha (1876–1951), ägyptischer Politiker, Premierminister
- Abdel Fattah, Mohamed Tewfik (* 1920), ägyptischer Diplomat
- Abdel Fattah, Samy (* 1998), deutscher Schauspieler
- Abdel Fattah, Zakaria Tawfik, ägyptischer Beamter
- Abdel Hamid, Hwad Ibrahim (* 1948), sudanesischer Boxer
- Abdel Kawy, Omneya (* 1985), ägyptische Squashspielerin
- Abdel Maksud, Salah (* 1958), ägyptischer Informationsminister
- Abdel Meguid, Ibrahim (* 1946), ägyptischer Schriftsteller
- Abdel Moneim el Honi, libyscher Diplomat
- Abdel Nasser Ould Ethmane, Aktivist gegen Sklaverei Mauretanien
- Abdel Nour, Monir Fakhri (* 1945), ägyptischer Politiker (Wafd-Partei)
- Abdel Samad, Manal (* 1975), libanesische Finanzwissenschaftlerin
- Abdel Shafi, Salah (* 1962), palästinensischer Wirtschaftswissenschaftler und Diplomat
- Abdel Wahab, Mohammed (1907–1991), ägyptischer Sänger und KomponistMohammed Abdel Wahab (1907–1991)

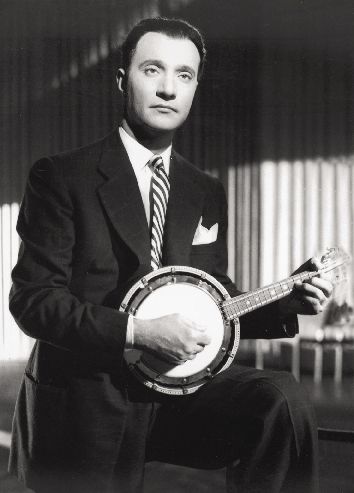
Mohammed Abdel Wahab (1907–1991)

- Abdel-Ahad, Ignatius Pierre VIII. (1930–2018), syrisch-katholischer Erzbischof von Beirut und Patriarch
- Abdel-Aziz, Mahmoud (* 1990), ägyptischer Fußballspieler
- Abdel-Dayem, Ines (* 1962), ägyptische Flötistin
- Abdel-Fattah, Randa (* 1979), australische Autorin
- Abdel-Latif, Adel (* 1971), Schweizer Kickboxer, Schönheitskönig, Mediziner und Unternehmer
- Abdel-Latif, Mustafa, ägyptischer Politiker
- Abdel-Madschid, Sufin († 2015), irakischer Brigadegeneral
- Abdel-Maksoud, Nora (* 1983), deutsche Theaterautorin, Regisseurin, Schauspielerin und Hörspielsprecherin
- Abdel-Qadir, Ghazi (* 1948), palästinensischer deutschsprachiger Jugendbuchautor
- Abdel-Rahman, Ibrahim Helmi (1919–1998), ägyptischer Astrophysiker und UNIDO-Exekutivdirektor
- Abdel-Salam, Achmed (* 1983), österreichischer Drehbuchautor, Schauspieler und Regisseur
- Abdel-Samad, Hamed (* 1972), ägyptisch-deutscher Politikwissenschaftler und PublizistHamed Abdel-Samad (* 1972)

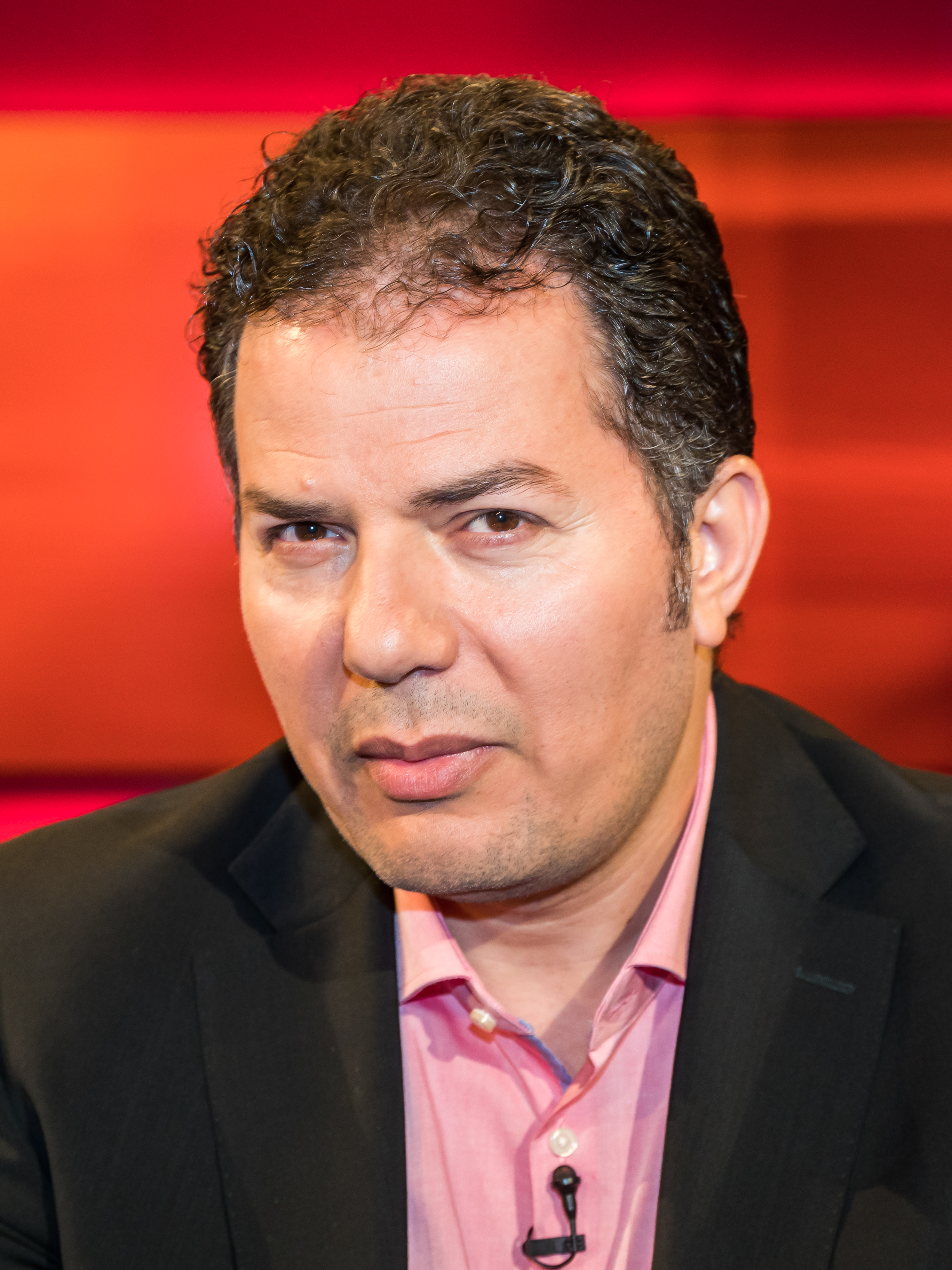
Hamed Abdel-Samad (* 1972)

- Abdel-Shafi, Haidar (1919–2007), palästinensischer Arzt und Nationalist
- Abdel-Shafy, Mohamed (* 1985), ägyptischer Fußballspieler
- Abdelaal, Mohamed (* 1990), ägyptischer Judoka
- Abdelal, Louis-Alexandre-Désiré (1815–1882), französischer General
- Abdelatty, Badr (* 1966), ägyptischer Diplomat
- Abdelaziz, Feryal (* 1999), ägyptische Karateka
- Abdelaziz, Mohamed (1947–2016), saharauischer Politiker
- Abdelaziz, Mohamed, libyscher Politiker
- Abdelbagi, Hussein, südsudanesischer Politiker
- Abdelfattah, Yara (* 1993), ägyptische Fußballschiedsrichterassistentin
- Abdelgadir, Abdalla (* 1987), sudanesischer Mittelstreckenläufer
- Abdelghani, Ali Essa (* 1995), saudischer Speerwerfer
- Abdelhady Magdy, Marwa (* 1997), ägyptische Beachvolleyballspielerin
- Abdelhamid, Esma (* 1960), tunesische Schriftstellerin
- Abdelhamid, Yunis (* 1987), marokkanisch-französischer Fußballspieler
- Abdeljaoued, Lilia (* 1979), tunesische Fußballschiedsrichterin
- Abdelkader, Justin (* 1987), US-amerikanischer Eishockeyspieler
- Abdelkader, Mahmoud (* 1999), ägyptischer Fußballspieler
- Abdelkader, Safi, tschadischer Politiker
- Abdelkarim (* 1981), deutsch-marokkanischer KomikerAbdelkarim (* 1981)

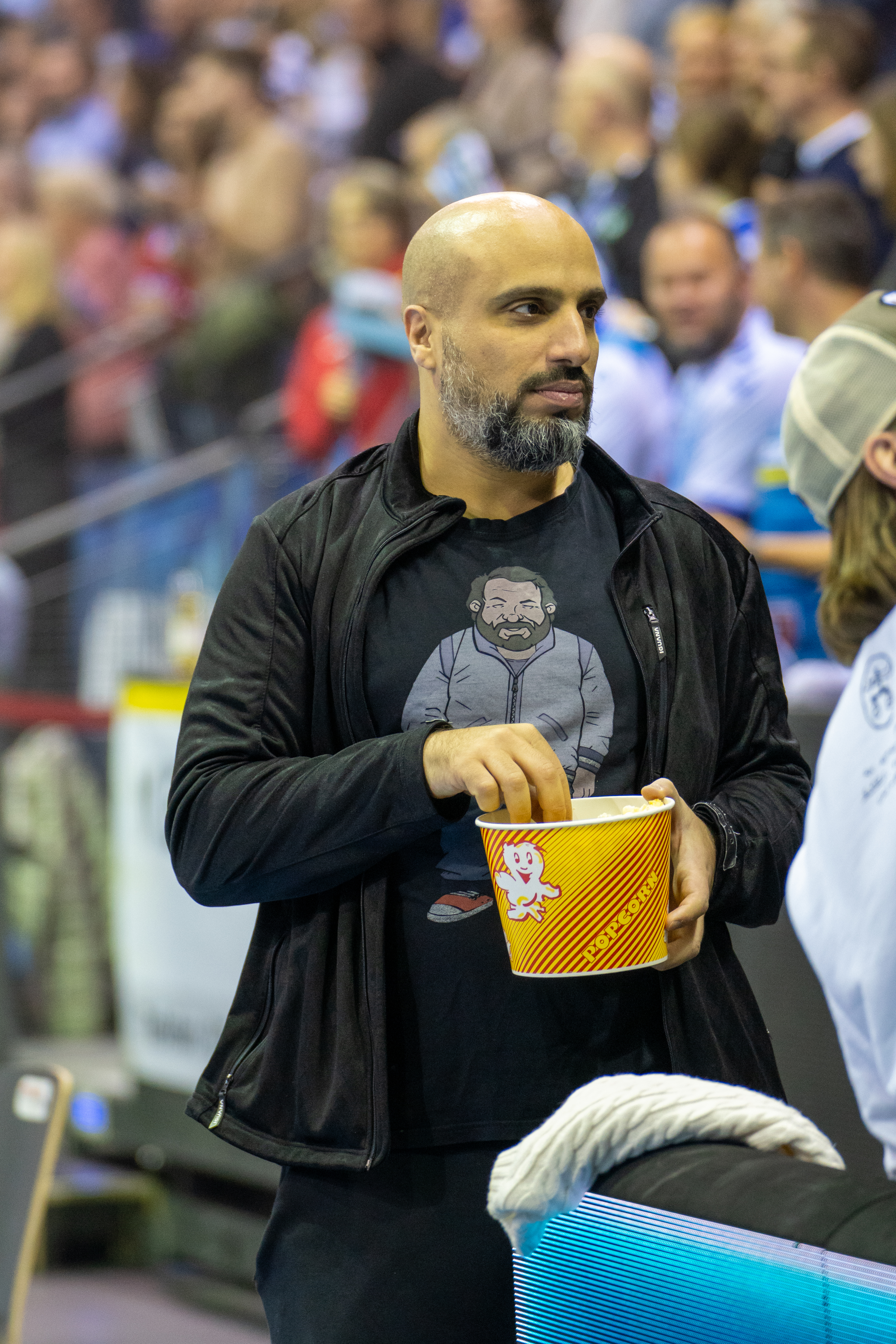
Abdelkarim (* 1981)

- Abdelkarim, Ahmed Gaafar, sudanesischer Diplomat
- Abdelkerim, Mahamat (* 1933), tschadischer Politiker und Diplomat
- Abdellah, Faye Glenn (1919–2017), US-amerikanische Krankenschwester und Pionierin der Pflegeforschung
- Abdellaoue, Mohammed (* 1985), norwegischer Fußballspieler
- Abdellaoue, Mustafa (* 1988), norwegischer Fußballspieler
- Abdellaoui, Ayoub (* 1993), algerischer Fußballspieler
- Abdelli, Himad (* 1999), französisch-algerischer Fußballspieler
- Abdelli, Lassaad (* 1960), tunesischer Fußballspieler
- Abdelmonem, Mohamed (* 1999), ägyptischer Fußballspieler
- Abdelmoula, Jawad (* 1994), marokkanischer Triathlet
- Abdelmoula, Jean-Sélim (* 1991), Schweizer Pianist und Komponist
- Abdelnour, Christine (* 1978), französische Improvisationsmusikerin (Altsaxophon)
- Abdelnour, Hector (1921–2002), venezolanischer Militäroffizier der Marine
- Abdelrahman, Abeer (* 1992), ägyptische Gewichtheberin
- Abdelrahman, Ihab (* 1989), ägyptischer Speerwerfer
- Abdelrahman, Mohammed (* 1993), sudanesischer Fußballspieler
- Abdelwahab, Mohamed (1983–2006), ägyptischer Fußballspieler
- Abdelwahed, Ahmed (* 1996), italienischer Leichtathlet ägyptischer Herkunft
- Abdemon, König von Kition
- Abdemon, Weiser in Tyros
- Abdenanowa, Alime (1924–1944), sowjetische Rotarmistin und Spionin
- Abdennour, Aymen (* 1989), tunesischer Fußballspieler
- Abdenouz, Ramzi (* 1993), algerischer Mittelstreckenläufer
- Äbdenow, Serik (* 1977), kasachischer Politiker
- Abdenur, Roberto (* 1942), brasilianischer Diplomat
- Abderahim, Djalal (* 1917), tschadischer Politiker
- Abderaman, Mahamoud (1948–1980), tschadischer Politiker und Offizier
- Abderhalden, Christoph (1954–2013), Schweizer Psychiatriepfleger und Pflegewissenschaftler
- Abderhalden, Emil (1877–1950), Schweizer Physiologe und Entdecker der spezifischen Abderhaldenschen Abwehrfermente
- Abderhalden, Jörg (* 1979), Schweizer Schwinger
- Abderhalden, Marianne (* 1986), Schweizer Skirennfahrerin
- Abderhalden, Rudolf (1910–1965), Schweizer Physiologe und Pathologe
- Abderhalden, Seth (1926–1960), Schweizer Bergsteiger
- Abderhalden-Hämmerli, Andrea (* 1978), Schweizer Politikerin (FDP)Andrea Abderhalden-Hämmerli (* 1978)

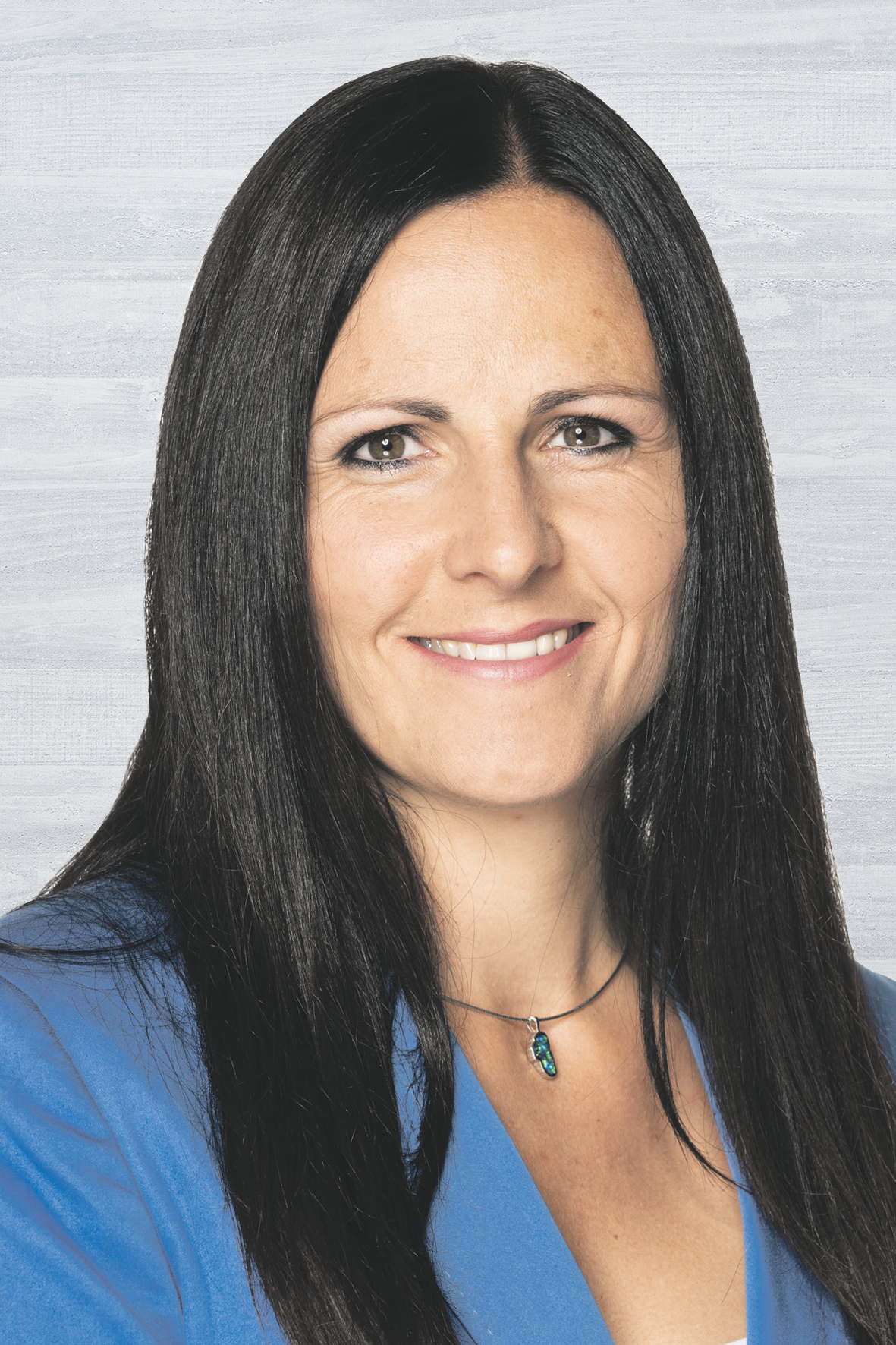
Andrea Abderhalden-Hämmerli (* 1978)

- Abderrahim, Souad (* 1964), tunesische Politikerin, Bürgermeisterin von Tunis
- Abdeslam, Salah (* 1989), französischer mutmaßlicher Terrorist
- Abdessadki, Yacine (* 1981), marokkanischer Fußballspieler
- Abdessalam, Belaid (1928–2020), algerischer Politiker
- Abdesselem, Ben Mohammed (1926–1965), französischer Fußballspieler
- Abdessemed, Adel (* 1971), französisch-algerischer bildender Künstler
- Abdey, Alfred William (1876–1952), britischer Organist, Pianist, Chorleiter, Musikpädagoge und Komponist

### Abdh
- Abdharetat, nabatäischer Steinmetz

### Abdi
- Abdi Douksieh, Ismahan, dschibutische Politikerin
- Abdi, Abdullahi, kenianischer Geschäftsführer der Northern Aid und Persönlichkeit des Islams
- Abdi, Abed (* 1942), arabisch-israelischer Maler und Zeichner, Grafiker, Bildhauer, Kunstschmied und Dozent
- Abdi, Ali (* 1993), tunesischer Fußballspieler
- Abdi, Almen (* 1986), Schweizer Fussballspieler
- Abdi, Ayoub (* 1997), algerischer Handballspieler
- Abdi, Bahador (* 1984), iranischer Fußballspieler
- Abdi, Barkhad (* 1985), somalisch-US-amerikanischer SchauspielerBarkhad Abdi (* 1985)

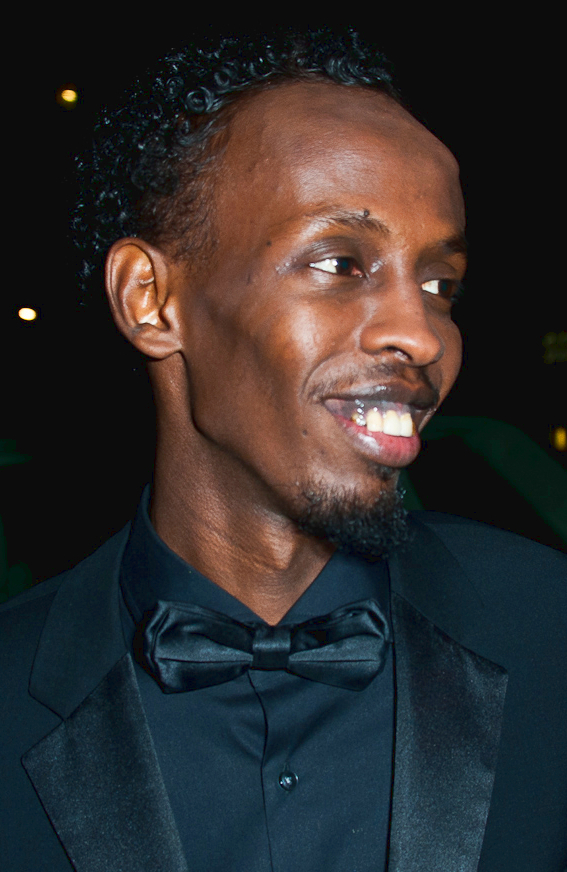
Barkhad Abdi (* 1985)

- Abdi, Bashir (* 1989), belgischer Langstreckenläufer somalischer Herkunft
- Abdi, Dekha Ibrahim (1964–2011), kenianische Friedensaktivistin
- Abdi, Djilali (1943–2022), algerischer Fußballspieler und -trainer
- Abdi, Ehsan (* 1986), iranischer Fußballspieler
- Abdi, Fayik (* 1997), saudi-arabischer Skirennläufer
- Abdi, Hana, iranische Frauenrechtlerin
- Abdi, Hawa (1947–2020), somalische Ärztin und Aktivistin
- Abdi, Kamyar (* 1969), iranischer Archäologe
- Abdi, Liban (* 1988), somalisch-norwegischer Fußballspieler
- Abdî, Mazlum, kurdisches Führungsmitglied der PKK sowie der Demokratischen Kräfte SyriensMazlum Abdî

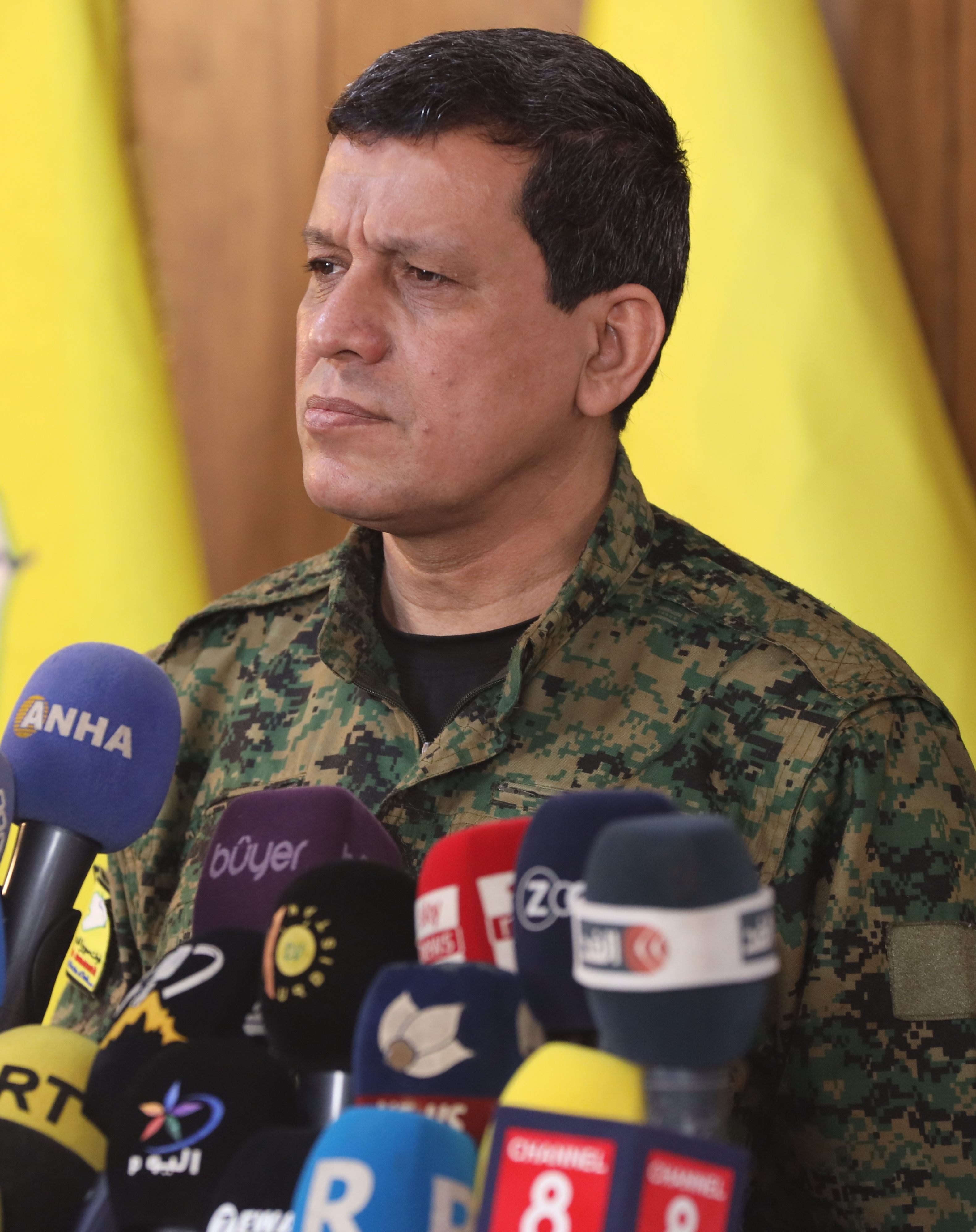
Mazlum Abdî

- Abdi, Muse Bihi (* 1948), somalischer Politiker
- Abdi, Osman (* 2006), somalischer Fußballspieler
- Abdi, Sanae (* 1986), deutsche Politikerin (SPD), MdB
- Abdi, Tarik (* 2000), bulgarischer Eishockeyspieler
- Abdi-Aširta, Fürst von Amurru
- Abdi-Hepa, antiker Stadtfürst von Jerusalem
- Abdi-Milkutti († 676 v. Chr.), hKönig von Sidon
- Äbdibekow, Nurmuchambet (* 1961), kasachischer Politiker
- Abdić, Fikret (* 1939), bosnischer Politiker, Warlord und Unternehmer
- Abdieski, Edita (* 1984), Schweizer SängerinEdita Abdieski (* 1984)

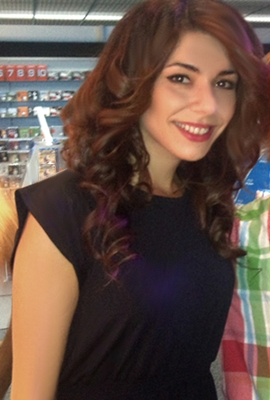
Edita Abdieski (* 1984)

- Äbdighaliuly, Berik (* 1971), kasachischer Historiker und Politiker
- Abdijanovic, Amir (* 2001), österreichischer Fußballspieler
- Abdikadar, Mohad (* 1993), italienischer Mittelstreckenläufer somalischer Herkunft
- Äbdikärimow, Issatai (1923–2001), sowjetischer Politiker
- Abdilaahi, Mohamed (* 1999), deutscher Langstreckenläufer
- Äbdildin, Serikbolsyn (1937–2019), kasachischer Politiker
- Abdillahi Charmarke, Omar (* 1954), dschibutischer Leichtathlet
- Abdillahi, Ahmed Mohamed (* 1981), dschibutischer Leichtathlet
- Abdillahi, Ayanleh Abdi (* 2004), dschibutischer Mittelstreckenläufer
- Abdillahi, Mohamed Barkat (* 1947), dschibutischer Politiker
- Abdillahi, Talal Omar (* 1967), dschibutischer Leichtathlet
- Abdilmana, Ali (* 2002), äthiopischer Langstreckenläufer
- Abdin, Hosam Bakr (* 1985), ägyptischer Boxer
- Abdinov, Əhməd (* 1945), aserbaidschanischer Physiker, Hochschullehrer und ehemaliger Vizeminister für Bildung (1993–2000)
- Abdinov, Cavad (* 1940), aserbaidschanischer Physiker
- Abdinov, Övsət (1944–2016), aserbaidschanischer Physiker im Bereich der Hochenergiephysik
- Abdioğlu, Yusuf (* 1989), türkischer Fußballspieler
- Äbdiqalyqowa, Gülschara (* 1965), kasachische Politikerin (Amanat)
- Äbdirachmanow, Berik (* 1986), kasachischer Boxer
- Äbdirachmanow, Jerden (* 1976), kasachischer Biathlet
- Äbdirachmanow, Qairat (* 1964), kasachischer Diplomat
- Äbdirachymow, Ghabidolla (* 1975), kasachischer Politiker
- Abdirahman, Abdi (* 1977), US-amerikanischer Langstreckenläufer
- Äbdirow, Nurlan (* 1961), kasachischer Politiker und Staatsmann
- Äbdischew, Bauyrschan (* 1968), kasachischer Politiker
- Abdischo bar Aqre, Katholikos-Patriarch der Assyrischen Kirche des Ostens (963–986)
- Abdisho IV. Maron († 1570), Patriarch der Chaldäisch-katholischen Kirche
- Abdissares, König von Armenien

### Abdm
- Abdmaliku, nabatäischer Steinmetz

### Abdn
- Abdnor, James (1923–2012), amerikanischer Politiker

### Abdo
- Abdo Benítez, Mario (* 1971), paraguayischer Politiker
- Abdo Mustafa, Ahmed (1946–2016), sudanesischer Fußballspieler
- Abdo, Amdurahman (* 1999), äthiopischer Leichtathlet
- Abdo, Reema (* 1963), kanadische Schwimmerin
- Abdʿobodat, nabatäischer Steinmetz
- Abdoh, Djalal (1909–1996), persischer Diplomat
- Abdol-Hamid, Asmaa (* 1981), dänisch-palästinensische Politikerin, Sozialarbeiterin und muslimische Gesellschaftsdebatteurin
- Abdolah, Kader (* 1954), iranischer Schriftsteller
- Abdollah, Mirza (1843–1918), persischer Komponist, Musikpädagoge, Tar- und Setarspieler
- Abdollahi, Ali (* 1968), iranischer Lyriker und Übersetzer
- Abdollahi, Farzad (* 1990), iranischer Taekwondoin
- Abdollahi, Michel (* 1981), deutsch-iranischer Conférencier, Performance-Künstler, Maler, Journalist und LiteratMichel Abdollahi (* 1981)

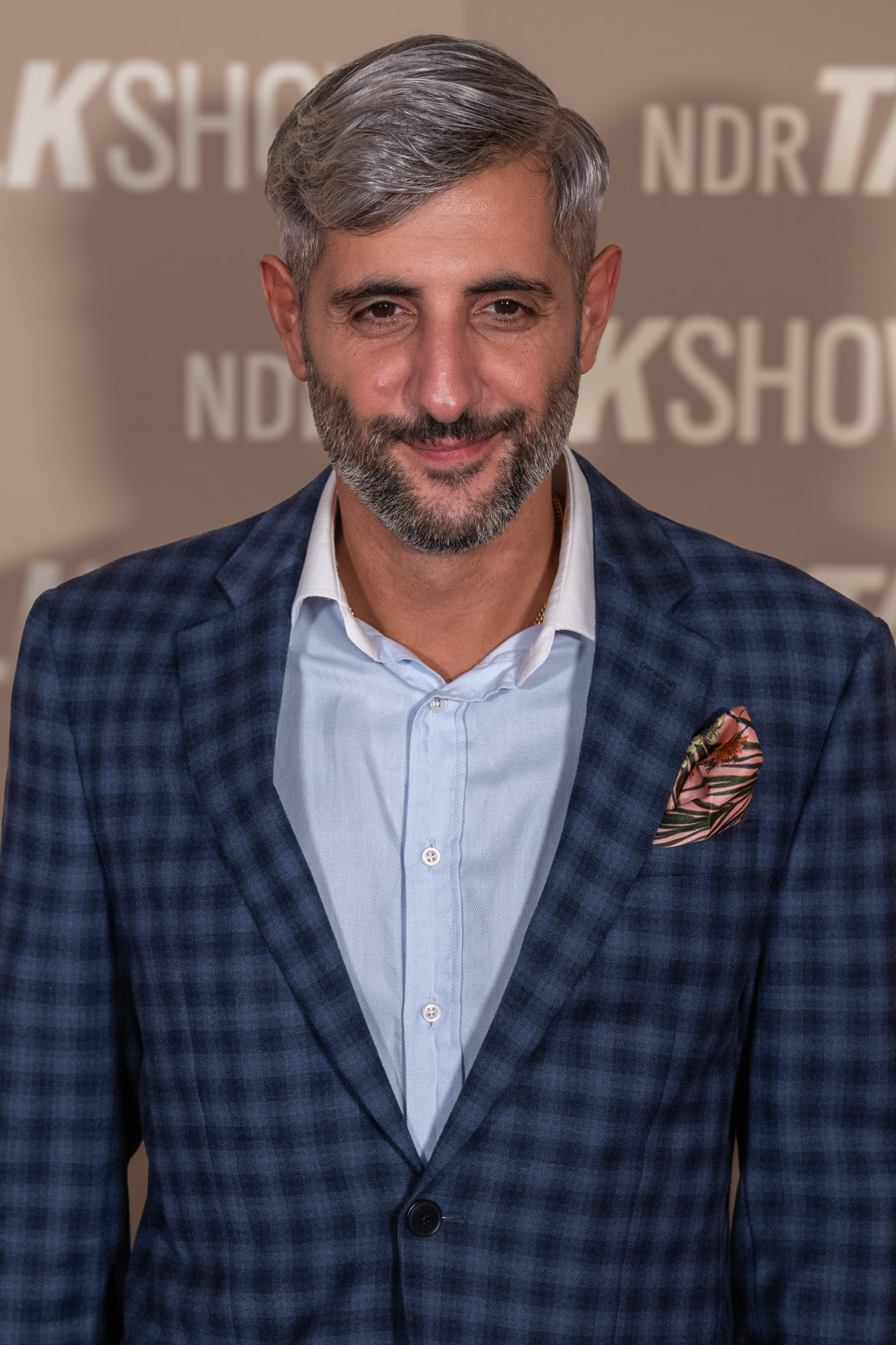
Michel Abdollahi (* 1981)

- Abdollahi, Nasrollah (* 1951), iranischer Fußballspieler
- Abdolmaleki, Hojjatullah (* 1981), iranischer Politiker
- Abdon, Bonifacio (1876–1944), philippinischer Violinist, Musikpädagoge, Komponist und Dirigent
- Abdoo, Rose (* 1962), US-amerikanische Schauspielerin
- Abdool Karim, Salim S. (* 1960), südafrikanischer Epidemiologe und Spezialist für Infektionskrankheiten
- Abdosh, Ali (* 1987), äthiopischer Langstreckenläufer
- Abdou Kerim, Fayza Issaka (* 1996), togolesische Leichtathletin
- Abdou, Abdulrahman (* 1972), katarischer Fußballschiedsrichter
- Abdou, Ahmed (* 1936), komorischer Premierminister
- Abdou, Amir (* 1972), komorischer Fußballtrainer
- Abdou, Hassan (* 1973), komorischer Sprinter
- Abdou, Sakina (* 1984), französische Jazz- und Improvisationsmusikerin (Saxophon, Blockflöte)
- Abdoul Wahab, Mimoun (* 2004), belgischer Leichtathlet
- Abdoulahi, Mohamed, nigrischer Politiker
- Abdoulaye Diori Kadidiatou Ly (1952–2020), nigrische Richterin
- Abdoulaye Diori, Aboukar (* 1975), nigrischer Diplomat
- Abdoulaye, Abdelkerim (* 1982), tschadischer Leichtathlet
- Abdoulaye, Brahim (* 1970), tschadischer Leichtathlet
- Abdoulaye, Djideo (* 1988), tschadischer Fußballspieler
- Abdoulaye, Mahamat (* 1953), tschadischer Politiker
- Abdoulaye, Souley (1956–2023), nigrischer Politiker und Bankmanager
- Abdoulkarim, Mohammed Taki (1936–1998), komorischer Politiker, Präsident der Komoren
- Abdoullah-Hammerschmidt, Anni Marie (1873–1916), österreichische Malerin
- Abdoulmoumine, Attaher (* 1964), nigrischer paramilitärischer Anführer und Politiker
- Abdoun, Djamel (* 1986), französisch-algerischer Fußballspieler
- Abdouni, Yussra El (* 2003), schwedische Schauspielerin

### Abdr
- Abdrajew, Mukasch (1920–1979), sowjetischer Komponist und Musikpädagoge kirgisischer Abstammung
- Abdramane, Amadou, nigrischer Oberst der Luftwaffe
- Abdrasakow, Ildar Amirowitsch (* 1976), russischer Opernsänger (Bass)

### Abds
- Abdsamiya, Herrscher von Hatra

### Abdu
- Abdu, Ramy, palästinensischer Menschenrechtsverteidiger

#### Abdug
- Abdugʻofurov, Azizbek (* 1992), usbekischer Boxer im Supermittelgewicht

#### Abduh
- Abduh, Muhammad (1849–1905), islamischer Reformer

#### Abduk
- Abdukarow, Sergei (* 1974), kasachischer Biathlet
- Abdukerem, Mehmut (* 1993), chinesischer Fußballspieler
- Abdukhakimov, Aziz (* 1974), usbekischer Politiker
- Abdukodirsoda, Saidmukarram, tadschikischer Mufti, Leiter der Ulema des Islamischen Rates der Republik Tadschikistan

#### Abdul
- Abdul Ahad, Sabiamad (1956–2021), malaysischer Sportschütze
- Abdul Al-Khabyyr, Muhammad (* 1959), kanadischer Jazzmusiker (Posaunist) und Musikpädagoge
- Abdul Al-Khabyyr, Nasyr (* 1958), kanadischer Jazzmusiker (Perkussionist) und Musikpädagoge
- Abdul Al-Khabyyr, Sayyd (1935–2017), kanadischer Saxophonist, Klarinettist, Flötist, Komponist, Musikpädagoge und Imam
- Abdul Ali Deobandi (1938–2009), muslimischer Geistlicher
- Abdul Aziz bin Mohammed al-Wasil (* 1960), saudischer Diplomat
- Abdul Aziz Juned (* 1941), bruneiischer Mufti von Brunei Darussalam
- Abdul Aziz, Fazlur Rahman (* 1977), sri-lankischer Fußballspieler
- Abdul Aziz, Jaafar, bruneiischer Militär und Diplomat
- Abdul Aziz, Mariam (* 1956), Ehefrau von Sultan Hassanal BolkiahMariam Abdul Aziz (* 1956)

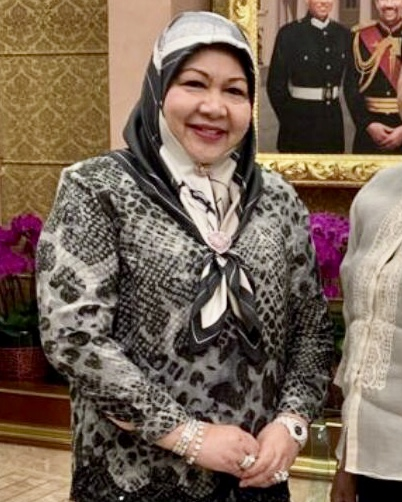
Mariam Abdul Aziz (* 1956)

- Abdul Bari (1878–1926), indischer islamisch-politischer Führer, Gelehrter und Sufi
- Abdul Ghafar Baba (1925–2006), malaysischer Politiker, stellvertretender Premierminister
- Abdul Hadi al-Iraqi (* 1961), irakisches hochrangiges Mitglied der al-Qaida
- Abdul Hadi, Tarab (1910–1976), palästinensische Frauenrechtlerin
- Abdul Hakim, Khalifa (1893–1959), pakistanischer Intellektueller, Philosoph und Dichter
- Abdul Halim Mu’adzam Shah (1927–2017), malaysischer Sultan von Kedah und König von Malaysia
- Abdul Hamid (1927–2019), pakistanischer Feldhockeyspieler
- Abdul Hamid (* 1942), pakistanischer Feldhockeyspieler
- Abdul Hamid, Sofiyan (* 1985), singapurischer Fußballspieler
- Abdul Jalil Shah IV. († 1721), Sultan von Johor und von Pahang
- Abdul Kalam, A. P. J. (1931–2015), indischer Politiker und StaatspräsidentA. P. J. Abdul Kalam (1931–2015)

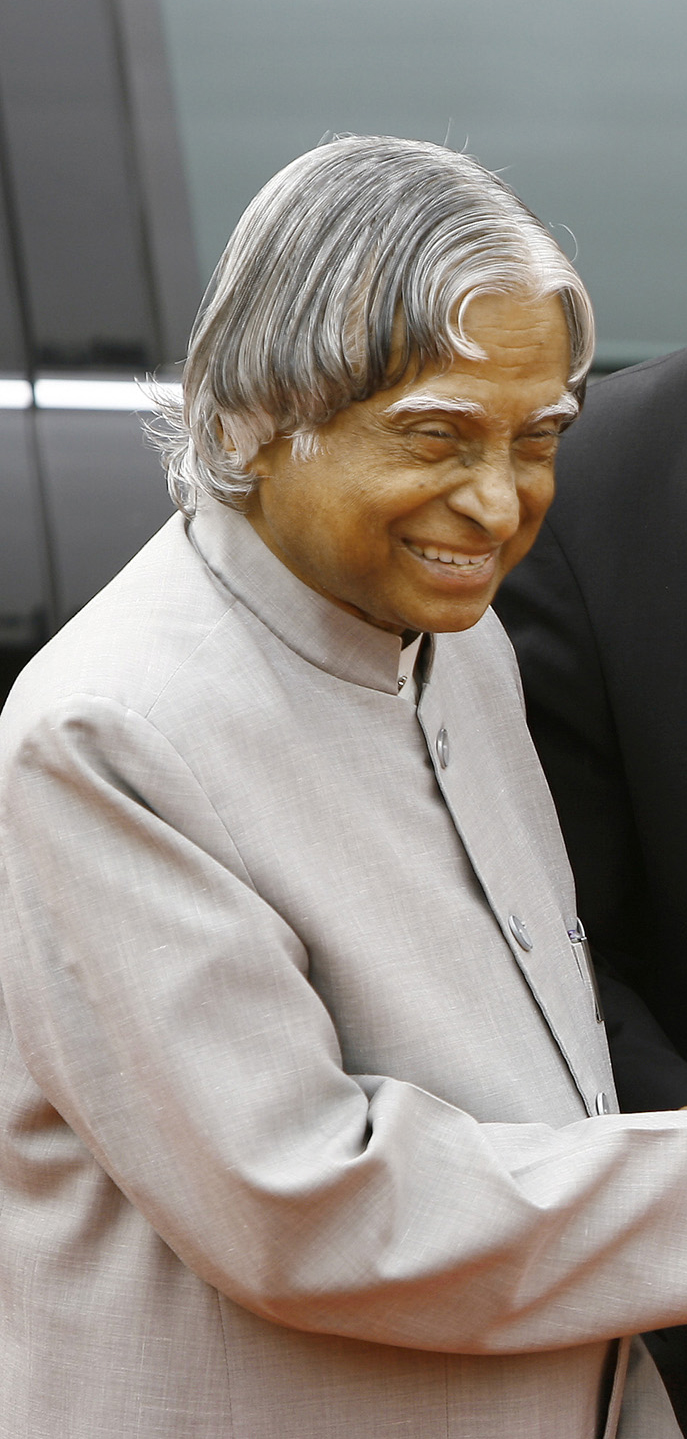
A. P. J. Abdul Kalam (1931–2015)

- Abdul Kareem al-Khasawneh (* 1944), jordanischer Großmufti
- Abdul Karim Tunda (* 1943), mutmaßlicher Terrorist und Bombenexperte
- Abdul Latif, Arif (* 1989), malaysischer Badmintonspieler
- Abdul Latif, Razif (* 1985), malaysischer Badmintonspieler
- Abdul Latif, Shah (1689–1752), Sufi-Gelehrter und klassischer Dichter des heute pakistanischen Landes Sindh
- Abdul Latif, Zakry (* 1983), malaysischer Badmintonspieler
- Abdul Majeed (1873–1952), Sultan der Malediven
- Abdul Majeed bin Abdulaziz Al Saud (1942–2007), saudi-arabischer Unternehmer und Politiker
- Abdul Majid Hassan († 1408), Herrscher aus Brunei
- Abdul Malak, Rima (* 1979), libanesisch-französische Politikerin
- Abdul Manap, Badrul Hisham (* 1997), malaysischer Sprinter
- Abdul Mateen (* 1991), bruneiischer PrinzAbdul Mateen (* 1991)

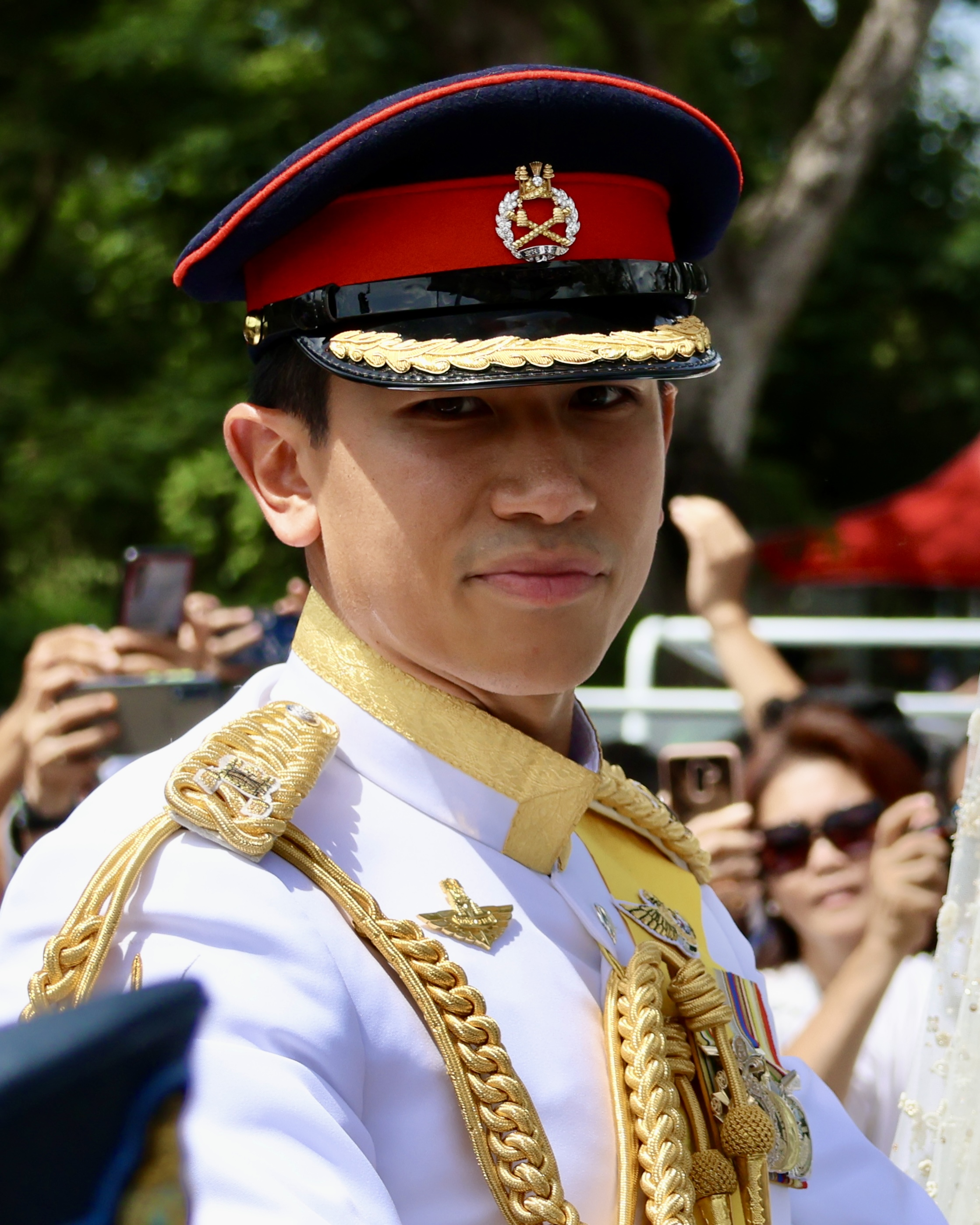
Abdul Mateen (* 1991)

- Abdul Momin († 1885), bruneiischer Sultan
- Abdul Mseh, Kommandeur der Festung Amiuk
- Abdul Rahim Khan-e-Khanan († 1627), Feldherr im Mogulreich und Dichter
- Abdul Rahman (1895–1960), malaysischer König, Sultan von Negeri Sembilan
- Abdul Rahman ibn Abdallah (1850–1928), Imam der Wahhabiten (1889–1891 und 1902–1928)
- Abdul Rahman Mohmand († 1709), afghanischer Dichter
- Abdul Razak (1922–1976), malaysischer Politiker, Premierminister von Malaysia (1970–1976)
- Abdul Razak, Ahmed Deedat (* 1995), malaysischer Tennisspieler
- Abdul Shadid, Haidar (* 1981), irakischer Leichtathlet
- Abdul Wakil, Idris (1925–2000), tansanischer Politiker
- Abdul Wakil, Mohammad (* 1945), afghanischer Diplomat und Politiker
- Abdul, David (* 1989), niederländischer Fußballspieler
- Abdul, Kanu (* 1990), sierra-leonischer Fußballspieler
- Abdul, Lida (* 1973), afghanische Performance- und Videokünstlerin
- Abdul, Paula (* 1962), US-amerikanische Choreografin und Sängerin
- Abdul, Raoul (1929–2010), US-amerikanischer Opernsänger in der Stimmlage Bariton, Gesangslehrer, Musikkritiker und Autor
- ʿAbdul-Bahāʾ (1844–1921), Person der Bahai-Religion, Sohn des Religionsstifters Baha'ullah
- Abdul-Baqi, Muhammad Fu'ad (1882–1968), ägyptischer Islamgelehrter, Dichter und Übersetzer; Herausgeber von Hadith-Sammlungen
- Abdul-Jabbar, Ahmed Khalil (1921–1976), saudischer Diplomat
- Abdul-Jabbar, Kareem (* 1947), US-amerikanischer BasketballspielerKareem Abdul-Jabbar (* 1947)

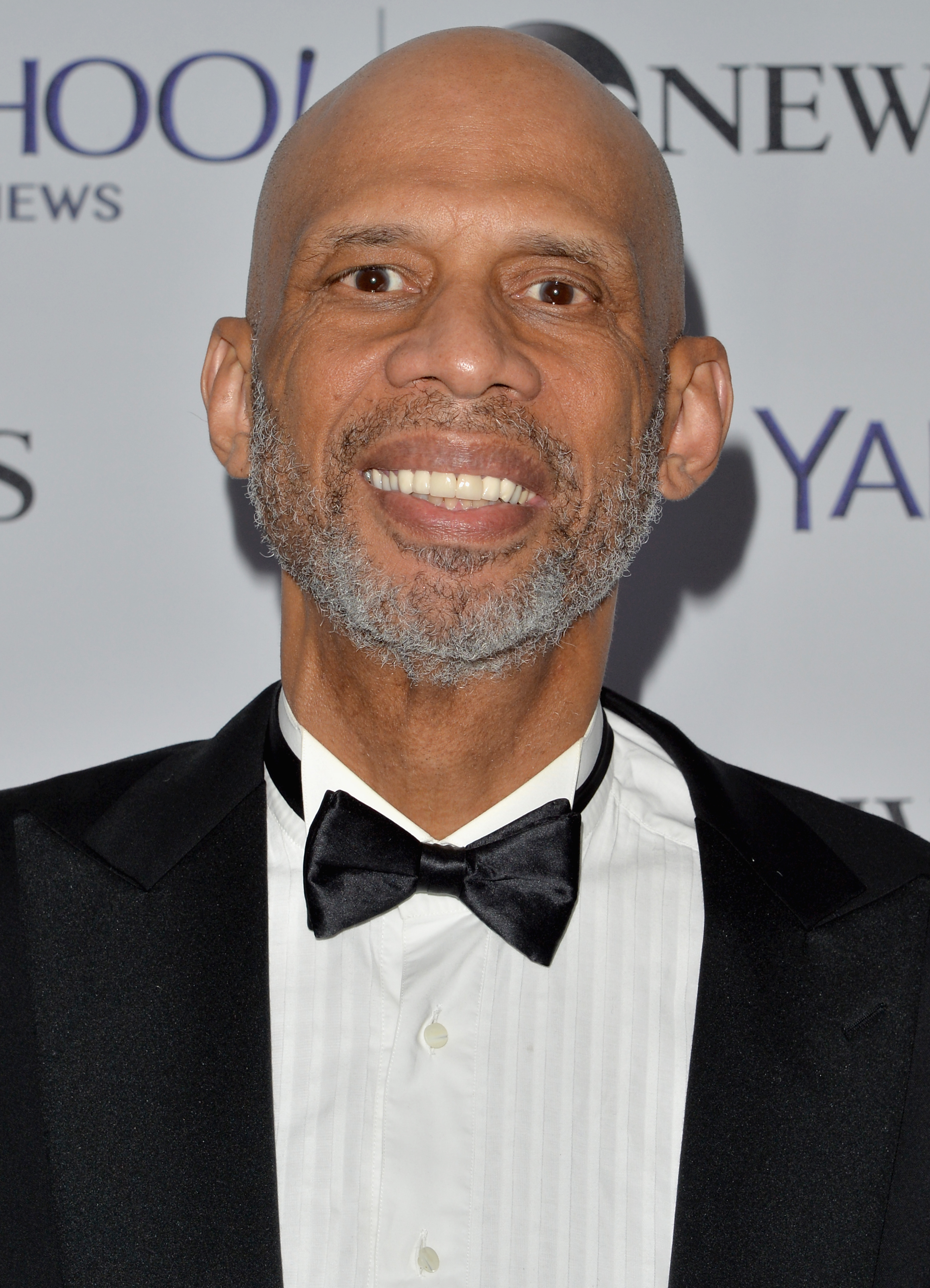
Kareem Abdul-Jabbar (* 1947)

- Abdul-Jaleel, Fayeq (* 1948), kuwaitischer Dichter
- Abdul-Malik, Ahmed (1927–1993), US-amerikanischer Jazzmusiker
- Abdul-Mateen, Yahya II (* 1986), US-amerikanischer SchauspielerYahya Abdul-Mateen II (* 1986)

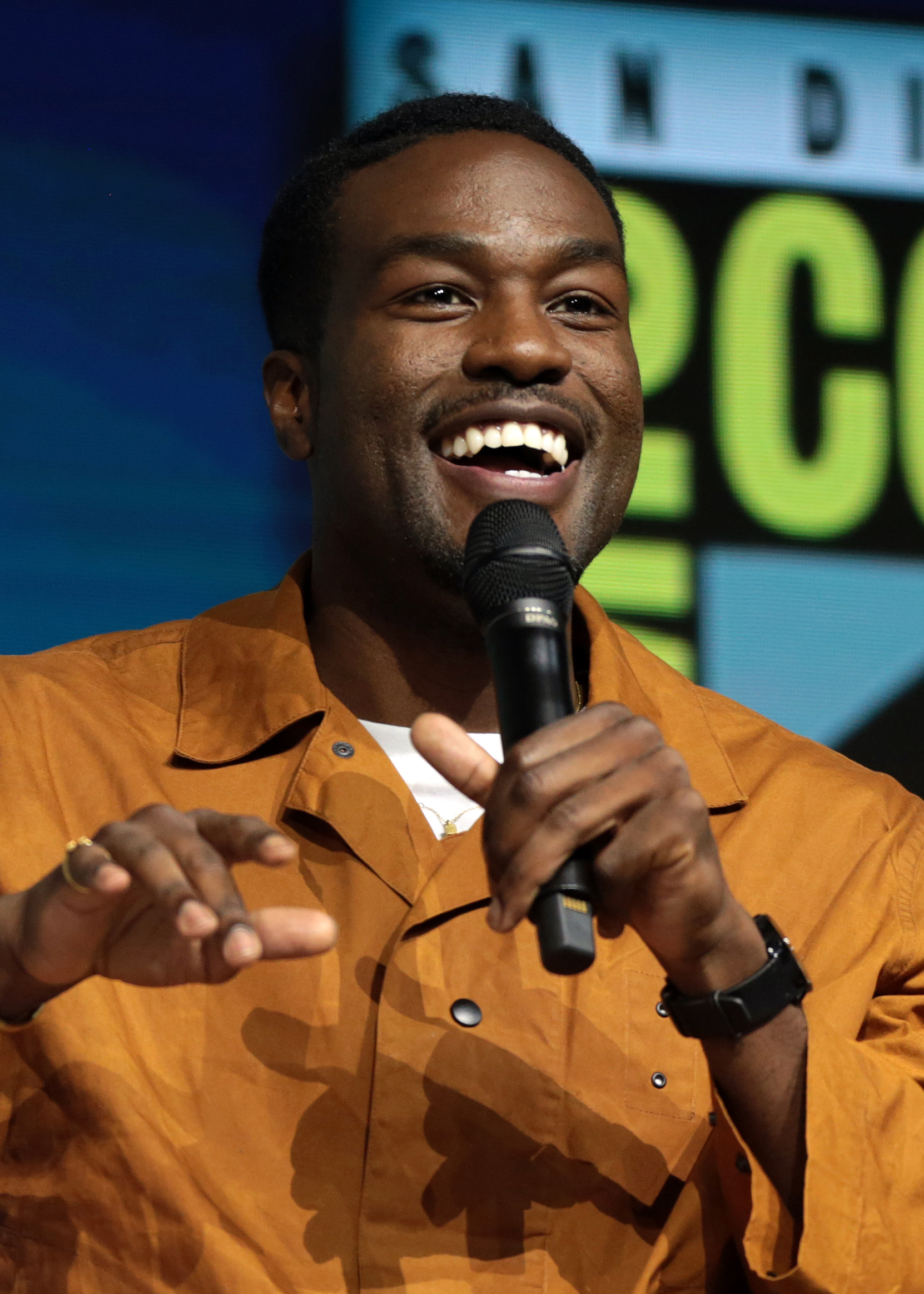
Yahya Abdul-Mateen II (* 1986)

- Abdul-Rahman, Mahdi (1942–2011), US-amerikanischer Basketballspieler und Basketballtrainer
- Abdul-Rashid, Mariam (* 1997), kanadische Hürdenläuferin
- Abdul-Rauf, Mahmoud (* 1969), US-amerikanischer Basketballspieler
- Abdul-Razzaq, Haidar (1982–2022), irakischer Fußballspieler
- Abdul-Salam, Bassam (* 1967), Musiker und Erfinder
- Abdul-Wahad, Tariq (* 1974), französischer Basketballspieler
- Abdula, Nazira (* 1969), mosambikanische Kinderärztin und Politikerin (FRELIMO)
- Abdulahi, Shami (* 1974), äthiopischer Marathonläufer
- Abdulai, Kola (1947–2009), nigerianischer Sprinter
- Abdulai, Ruky (* 1985), kanadische Leichtathletin ghanaischer Herkunft
- Abdulajew, Achmad Magomedowitsch (* 1959), russischer Mufti von Dagestan, Sufi-Scheich, Rektor der Nordkaukasischen Islamischen Universität Scheich Muhammad Arif
- Abdulajew, Magomed Imranowitsch (1961–2023), russischer Politiker
- Abdulali, Humayun (1914–2001), indischer Ornithologe, Biologe und Naturschützer
- Abdulali, Sumaira (* 1961), indische Umweltschützerin
- Abdulameer, Muntadher (* 2001), irakischer Fußballspieler
- Abdulazeez, Yusuf (* 2002), nigerianischer Fußballspieler
- Abdülaziz (1830–1876), Sultan der OsmanenAbdülaziz (1830–1876)

Abdülaziz (1830–1876)

- Abdulaziz bin Saad, saudi-arabischer Königsenkel und Politiker
- Abdulaziz bin Salman (* 1960), saudi-arabischer Königssohn und Politiker
- Abdulaziz bin Saud (* 1983), saudi-arabischer Politiker und Mitglied des Hauses Saud
- Abdulaziz, Ebtisam (* 1975), emiratische Mathematikerin, Künstlerin und Schriftstellerin
- Abdulaziz, Erfan Ali (* 1964), kurdischer Politiker
- Abdulaziz-Said, Aimen (* 1987), deutscher Journalist
- Abdulbaki, Sabit Damulla (1883–1934), uigurisch-chinesischer Premierminister der Ersten Ost-Turkestanischen Republik
- Abdulbekow, Sagalaw Abdulbekowitsch (* 1945), sowjetischer Ringer
- Abdulelah, Maryam (* 2000), irakische Hochspringerin
- Abdulgani, Ruslan (1914–2005), indonesischer Politiker, Minister
- Abdulhafiz Bueraheng (* 1995), thailändischer Fußballspieler
- Abdülhamid I. (1725–1789), osmanischer Sultan und Kalif
- Abdülhamid II. (1842–1918), Sultan des Osmanischen ReichesAbdülhamid II. (1842–1918)

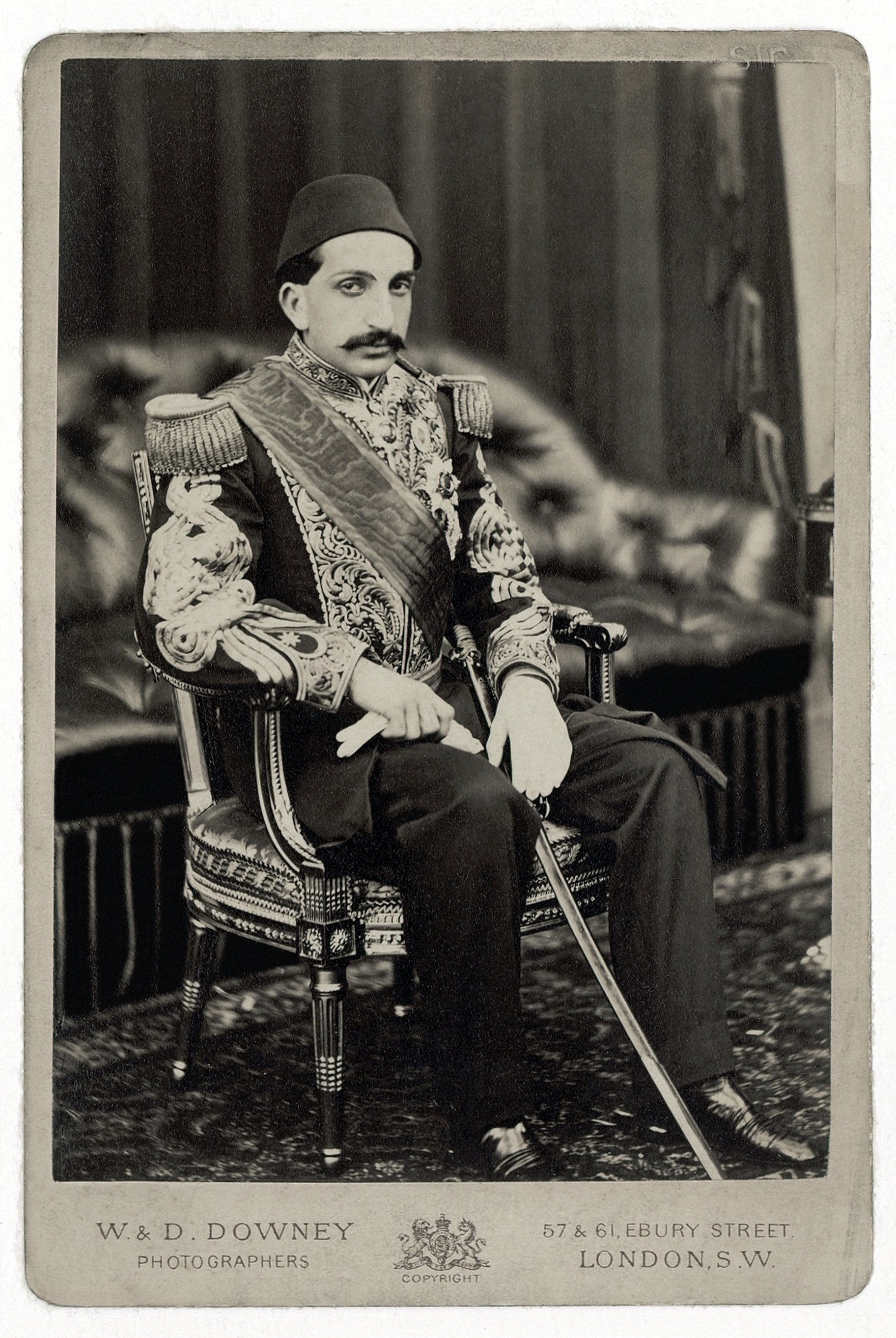
Abdülhamid II. (1842–1918)

- Abdulhamid, Saud (* 1999), saudi-arabischer Fußballspieler
- Əbdülhəmidov, Məhəmməd (* 1986), russisch-aserbaidschanisch-türkischer Boxer und Olympiateilnehmer
- Abdulilah bin Abdulaziz (1939–2023), saudi-arabischer Politiker
- Abdulin, Renat (* 1982), kasachischer Fußballspieler
- Abduljabbar, Ammar (* 1995), deutsch-irakischer Boxer im Schwergewicht
- Abduljabbar, Mahdi (* 1991), bahrainischer Fußballspieler
- Abdulkabirowa, Mauchida (1917–2003), sowjetisch-kasachische Geologin baschkirischer Herkunft
- Abdulkadir, Dalila (* 1998), bahrainische Langstreckenläuferin äthiopischer Herkunft
- Abdülkadir, Seyyit (1851–1925), osmanischer Geistlicher und Politiker kurdischer Herkunft
- Abdülkerim Nadir Pascha (1807–1883), osmanischer Marschall
- Abdülkerim Pascha († 1923), osmanischer General und Pascha
- Abdulla al-Marri (* 1992), katarischer Fußballschiedsrichter
- Abdulla, Almoez (* 1996), katarischer Fußballspieler
- Abdulla, Amjad (* 1970), maledivischer Umweltpolitiker und Klimawissenschaftler
- Abdulla, Laila Ali, Firstlady der Malediven
- Abdulla, Muhammed Said (1918–1991), tansanischer Schriftsteller
- Abdulla, Tina (* 1997), norwegische Handballspielerin
- Abdulla, Walied (* 1945), irakisch-deutscher Mediziner
- Abdulla, Xhelil (* 1991), mazedonischer Fußballspieler
- Abdullaeva, Shakhnoz (* 1965), usbekische Künstlerin
- Abdullaeva, Shirin (2005–2025), usbekische Sängerin, Schauspielerin und ModelShirin Abdullaeva (2005–2025)

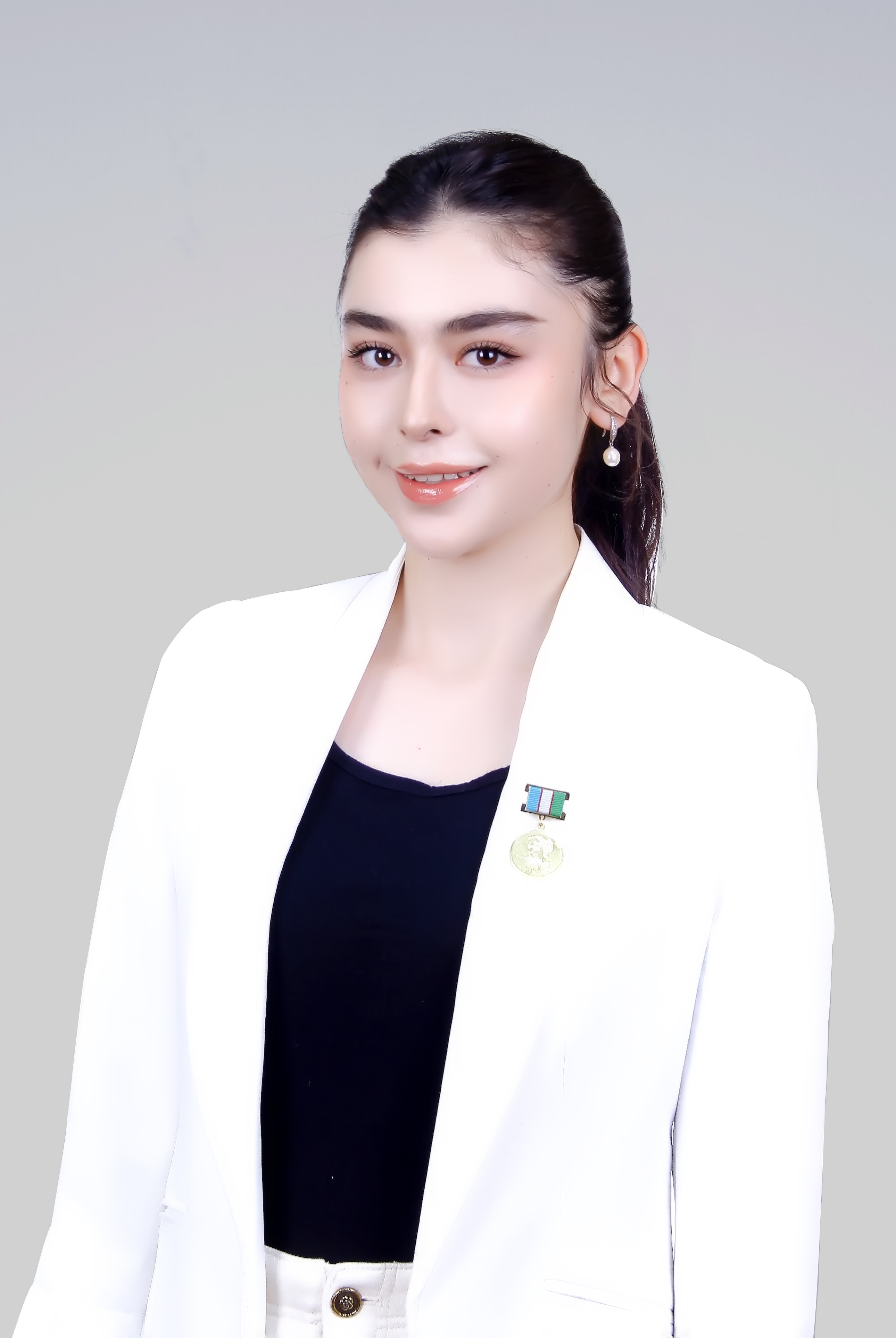
Shirin Abdullaeva (2005–2025)

- Abdullah, Maler und Keramiker dekorativer Keramikfliesen (Majoliken)
- Abdullah Ahmad Badawi (1939–2025), malaysischer Premierminister (2003–2009)
- Abdullah al-Aftah († 766), ältester überlebender Sohn von Ja'far al-Sadiq (nach dem Tod von al-Sadiq), Vollbruder von Isma'il ibn Jafar
- Abdullah al-Khateeb, syrisch-palästinensischer Menschenrechtler
- Abdullah al-Mutairi (* 1981), kuwaitischer Fußballtrainer
- Abdullah as-Sallal (1917–1994), jemenitischer Offizier und Politiker
- Abdullah bin Abdul Kadir (1796–1854), malaysisch Gelehrter
- Abdullah bin Bandar (* 1986), saudi-arabischer Politiker und Mitglied des Hauses Saud
- Abdullah bin Faisal Al Saud (1923–2007), saudi-arabischer Politiker, Geschäftsmann und Mitglied des Hauses Saud
- Abdullah bin Khalid bin Sultan Al Saud (* 1988), saudi-arabischer Botschafter in Deutschland
- Abdullah ibn Abd al-Aziz (1924–2015), saudi-arabischer König
- Abdullah ibn al-Husain († 680), Sohn
- Abdullah ibn Bochtischu († 1058), Arzt
- Abdullah ibn Chalifa (1910–1963), Sultan von Sansibar
- Abdullah Ibn Jibreen (1933–2009), saudischer Islamgelehrter und Mufti
- Abdullah ibn Rawaha († 629), Gefährte des Islamischen Propheten Muhammed
- Abdullah ibn Wahb ar-Rasibi († 658), Anführer der Charidschiten
- Abdullah II. (1533–1598), Usbekenfürst
- Abdullah II. bin al-Hussein (* 1962), jordanischer KönigAbdullah II. bin al-Hussein (* 1962)

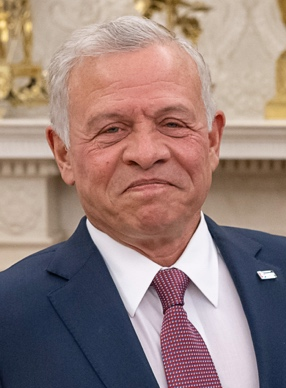
Abdullah II. bin al-Hussein (* 1962)

- Abdullah Muhammad Shah II (1842–1922), Sultan des malaysischen Staates Perak
- Abdullah Salih, Abdel Wahab (* 1946), sudanesischer Boxer
- Abdullah Shah (* 1959), malaysischer König
- Abdullah the Butcher (* 1941), kanadischer Wrestler
- Abdullah, Abdullah (* 1960), afghanischer PolitikerAbdullah Abdullah (* 1960)

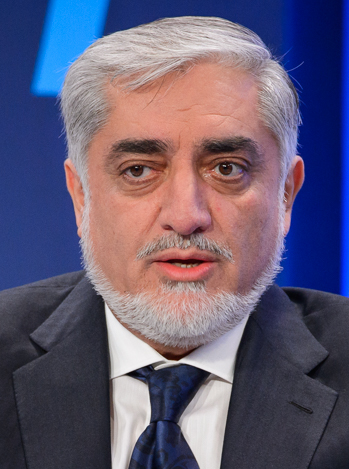
Abdullah Abdullah (* 1960)

- Abdullah, Abdullah Ahmed († 2020), ägyptischer Terrorist
- Abdullah, Achmed († 1945), US-amerikanischer Drehbuchautor und Schriftsteller russischer Abstammung
- Abdullah, Ahad bint (* 1970), omanische Sultansgattin
- Abdullah, Ahmad Hassan (* 1981), katarischer Langstreckenläufer kenianischer Herkunft
- Abdullah, Ahmed (* 1947), US-amerikanischer Jazzmusiker
- Abdullah, Alisha (* 1989), indische Rennfahrerin
- Abdullah, Ameer (* 1993), US-amerikanischer American-Football-Spieler
- Abdullah, Aqhari (* 1991), singapurischer Fußballspieler
- Abdullah, Asya (* 1971), syrisch-kurdische Politikerin
- Abdullah, Azizi (1942–2011), malaysischer Lehrer, Journalist und Autor von Kurzgeschichten und Romanen
- Abdullah, Bashar (* 1977), kuwaitischer Fußballspieler
- Abdullah, Burçin (* 1987), türkische Schauspielerin
- Abdullah, Daayiee (* 1954), US-amerikanischer Imam
- Abdullah, Dschamschid ibn (1929–2024), Sultan von Sansibar
- Abdullah, Fahmie (* 1974), singapurischer Fußballspieler
- Abdullah, Farah Zeynep (* 1989), türkische Schauspielerin
- Abdullah, Farooq (* 1937), indischer Politiker
- Abdullah, Hamidullah Haji (* 1994), afghanischer Fußballtorhüter
- Abdullah, Hovsep (1830–1908), armenischer Fotograf
- Abdullah, Husain (* 1985), US-amerikanischer American-Football-Spieler
- Abdullah, Hussain (* 1984), deutscher Filmregisseur, Drehbuchautor und Stuntman
- Abdullah, Jamal al- (* 1963), katarischer Leichtathlet
- Abdullah, Kazem (* 1979), US-amerikanischer Dirigent und Musiker
- Abdullah, Kevork (1839–1918), armenischer Fotograf
- Abdullah, Leila (* 1964), österreichische Schauspielerin und Hörspielsprecherin
- Abdullah, Madschid Mohammed (* 1959), saudi-arabischer Fußballspieler
- Abdullah, Mohammed (1905–1982), indischer Politiker muslimischer Herkunft
- Abdullah, Muhammad Nur, US-amerikanischer islamischer Geistlicher und Rechtswissenschaftler
- Abdullah, Muhammad Salim (1931–2016), deutscher Muslim, Journalist, Fachreferent im interreligiösen Bereich
- Abdullah, Mutaib bin (* 1952), saudi-arabischer Politiker und Militärangehöriger
- Abdullah, Namat (1946–2020), malaysischer Fußballspieler
- Abdullah, Neil Malik (* 1977), österreichischer SchauspielerNeil Malik Abdullah (* 1977)

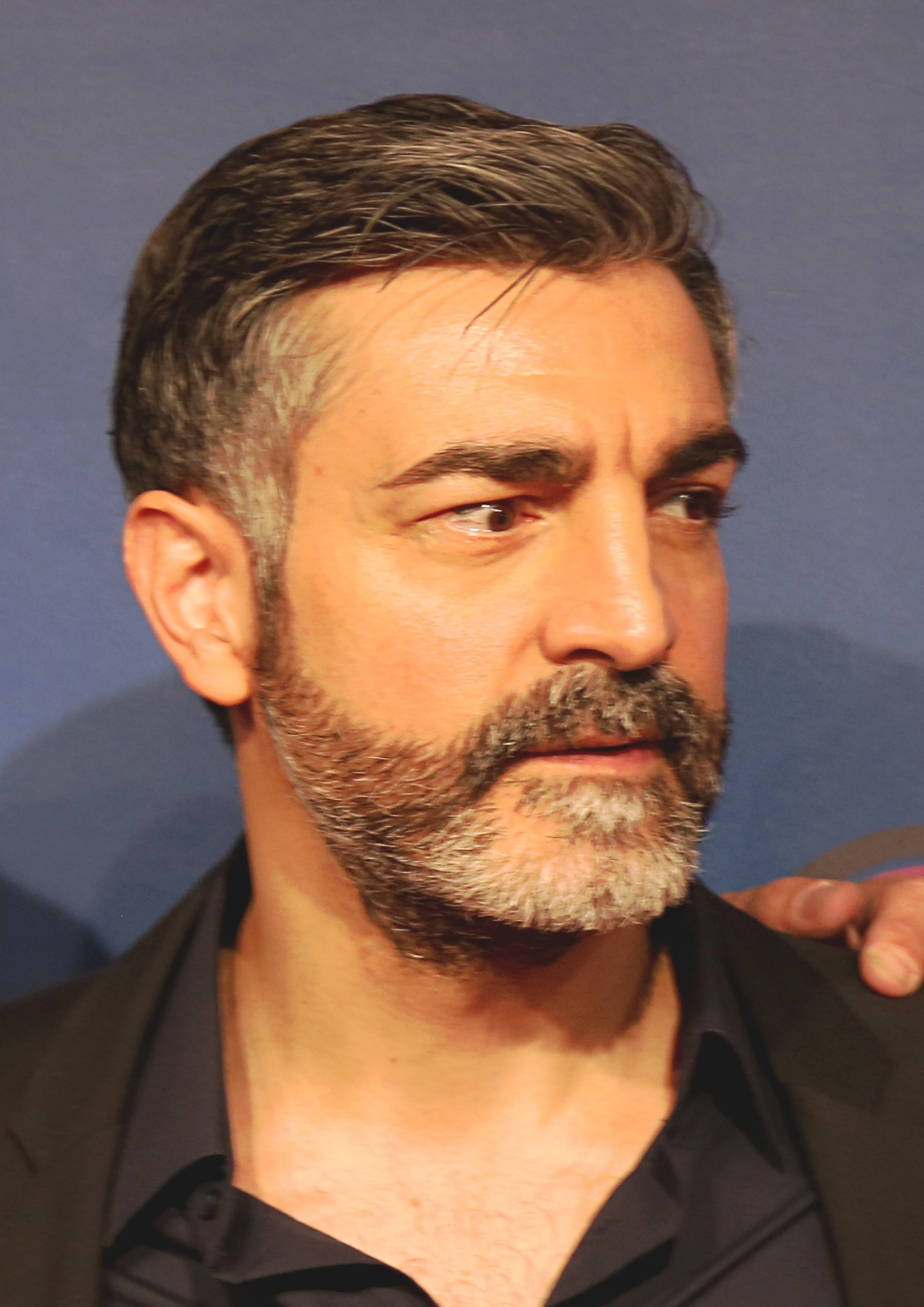
Neil Malik Abdullah (* 1977)

- Abdullah, Nur Adam (* 2001), singapurischer Fußballspieler
- Abdullah, Omar (* 1970), indischer Politiker
- Abdullah, Rahmat (* 2000), indonesischer Gewichtheber
- Abdullah, Rayan (* 1957), Typograf und Designer
- Abdullah, Reem (* 1987), saudi-arabische Schauspielerin
- Abdullah, Reema Ahmed (* 2000), ägyptische Diskuswerferin
- Abdullah, Tameem (* 2002), katarischer Fußballspieler
- Abdullah, Tewfik (1896–1950), ägyptischer Fußballspieler
- Abdullah, Viçen (1820–1902), armenischer Fotograf
- Abdullah, Waleed (* 1986), saudi-arabischer Fußballtorhüter
- Abdullah, Zarinah (* 1971), singapurische Badmintonspielerin
- Abdullahi dan Fodio († 1829), islamischer Gelehrter, Emir von Gwandu
- Abdullahi, Abdirahman Mohamed (* 1956), somalischer Politiker und DiplomatAbdirahman Mohamed Abdullahi (* 1956)

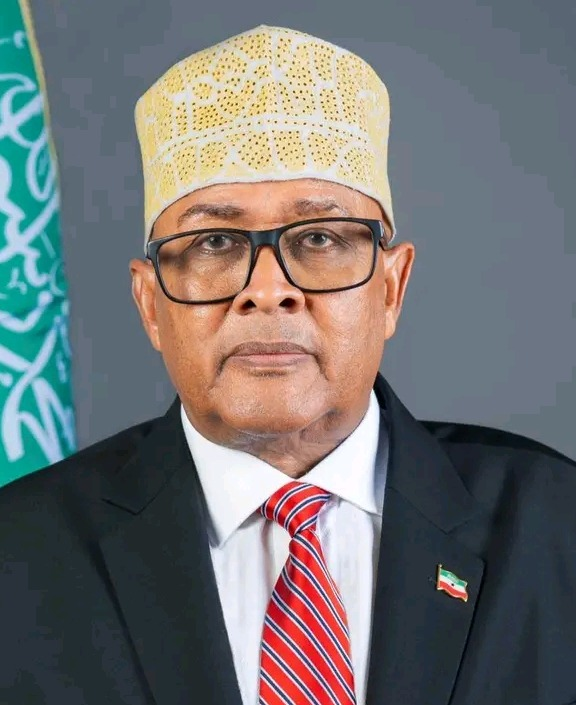
Abdirahman Mohamed Abdullahi (* 1956)

- Abdullahi, Ibrahim Alhassan (* 1996), nigerianischer Fußballspieler
- Abdullahi, Saminu (* 2001), nigerianischer Fußballspieler
- Abdullahi, Suleiman (* 1996), nigerianischer Fußballspieler
- Abdullahu, Mustafë (* 2004), kosovarischer Torwart
- Abdullajewa, Sara Kemalowna (* 1953), sowjetische bzw. russische Film- und Literaturkritikerin
- Abdullatif, Ismail (* 1986), bahrainischer Fußballspieler
- Abdullatif, Mustafa (* 2003), syrisch-deutscher Fußballspieler
- Abdullaxoʻjayeva, Malika (1932–2018), usbekisch-sowjetische Pathologin
- Abdullayev, Abdugʻani (1953–2019), usbekischer Meister der Holzschnitzkunst
- Abdullayev, Abdulqədir (* 1988), aserbaidschanischer Boxer
- Abdullayev, Ağaxan (1950–2016), aserbaidschanischer Mughamsänger und Musikpädagoge
- Abdullayev, Əsgər (* 1960), sowjetischer und aserbaidschanischer Fußballspieler
- Abdullayev, Çingiz (* 1959), aserbaidschanischer Schriftsteller
- Abdullayev, İlyas (1913–1985), sowjetischer Politiker und Wissenschaftler
- Abdullayev, Ixtiyor (* 1966), usbekischer Staatsmann
- Abdullayev, Karim (1901–1977), sowjetisch-usbekischer Komponist
- Abdullayev, Məhəmməd (* 1999), aserbaidschanischer Boxer
- Abdullayev, Mikayıl (1921–2002), aserbaidschanisch-sowjetischer Maler, Grafiker, Bühnenbildner und Lehrer
- Abdullayev, Muhammadqodir (* 1973), usbekischer Boxer
- Abdullayev, Namiq (* 1971), aserbaidschanischer Ringer
- Abdullayev, Rövnəq (* 1965), aserbaidschanischer Manager, Präsident des Energieunternehmens SOCAR und des aserbaidschanischen Fußballverbandes
- Abdullayev, Ruslan (* 2002), usbekischer Boxer
- Abdullayev, Rustam (* 1947), usbekischer Komponist, Pianist und Musikpädagoge
- Abdullayev, Samad (1920–1943), sowjetischer Rotarmist, Held der Sowjetunion
- Abdullayev, Şövqiyar (1969–1992), aserbaidschanischer Panzerkommandant
- Abdullayeva, Arzu, aserbaidschanische Friedens- und Menschenrechtsaktivistin
- Abdullayeva, Layes (* 1991), aserbaidschanische Mittelstrecken-, Langstrecken- und Hindernisläuferin äthiopischer Herkunft
- Abdullayeva, Nasiba (* 1961), usbekisch-sowjetische Bühnensängerin
- Abdullayeva, Siyosatxon (1940–2018), usbekische Landwirtin, Heldin Usbekistans
- Abdulle, Assyr (1971–2021), Schweizer Mathematiker
- Abdulle, Muse Hassan Sheikh Sayid, somalischer Militär und Politiker
- Abdullin, Denis Maratowitsch (* 1985), russischer Eishockeyspieler
- Abdullin, Rubin Kabirowitsch (* 1950), russischer Pianist, Organist und Musikpädagoge
- Abdullodschonow, Abdumalik (* 1949), tadschikischer Politiker und Staatsmann
- Abdulmajid, Iman (* 1955), somalisches Model und FilmschauspielerinIman Abdulmajid (* 1955)

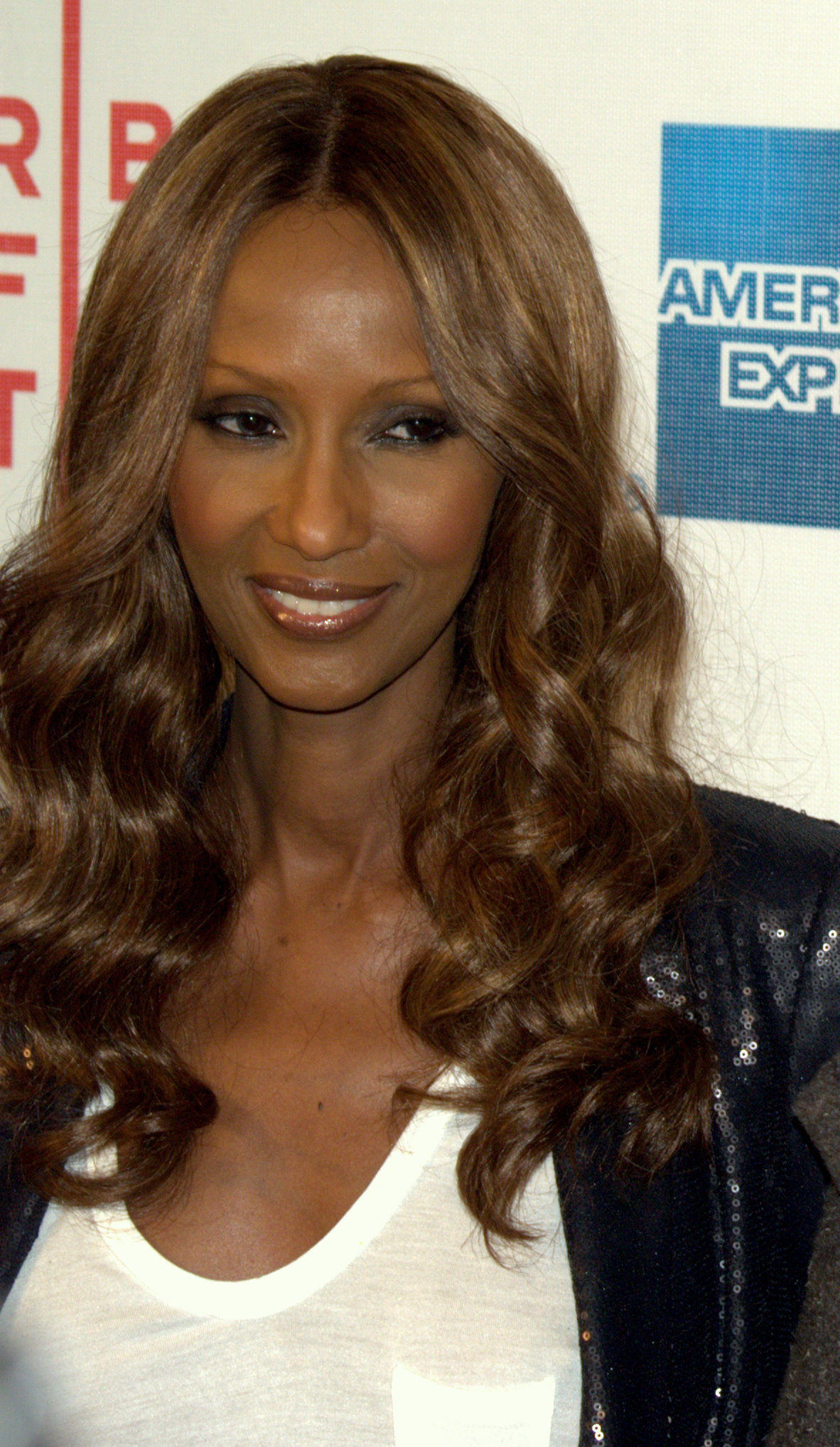
Iman Abdulmajid (* 1955)

- AbdulMajid, Susana (* 1990), deutsche Schauspielerin
- Abdülmecid I. (1823–1861), Sultan des Osmanischen Reiches
- Abdülmecid II. (1868–1944), osmanischer Kalif
- Abdulmutallab, Umar Farouk (* 1986), islamistischer Terrorist
- Abdulnasser Gharem (* 1973), saudi-arabischer Künstler
- Abdulow, Alexander Gawriilowitsch (1953–2008), russischer Schauspieler
- Abdulrahman al-Khalidi (* 1993), saudi-arabischer Menschenrechtsaktivist
- Abdulrahman Essadi (* 2003), thailändisch-libyscher Fußballspieler
- Abdulrahman, Amer (* 1989), Fußballspieler aus den Vereinigten Arabischen Emiraten
- Abdulrahman, Mahmood (* 1984), bahrainischer Fußballspieler
- Abdulrahman, Omar (* 1991), Fußballspieler aus den Vereinigten Arabischen Emiraten
- Abdulrahman, Suleiman (* 2007), Sprinter aus den Vereinigten Arabischen Emiraten
- Abdulrazak, Dana Hussein (* 1986), irakische Sprinterin
- Abdulrazak, Ishaq (* 2002), nigerianischer Fußballspieler
- Abdulwahid, Schaswar (* 1978), Geschäftsmann und Politiker in der Autonomen Region Kurdistan

#### Abdur
- Abdur Rahman Khan (1844–1901), Emir von AfghanistanAbdur Rahman Khan (1844–1901)

Abdur Rahman Khan (1844–1901)

- Abdur-Rahim, Shareef (* 1976), US-amerikanischer Basketballspieler
- Abdurachmanow, Fuad (1915–1971), aserbaidschanischer Bildhauer
- Abdurahimi, Besart (* 1990), mazedonischer Fußballspieler
- Abdurahimova, Alina (* 1995), usbekische Tennisspielerin
- Abdurahman, Abdullah (1872–1940), südafrikanischer Politiker
- Abdurahmanović, Fadil (* 1939), bosnischer Schachkomponist
- Abdurahmatov, Zafarmurod (* 2003), usbekischer Fußballspieler
- Abdurahmonov, Bekzod (* 1990), usbekischer Ringer
- Abdurahmonov, Gʻulom (1910–1987), sowjetischer Opernsänger (Tenor)
- Abdurahmonova, Dilbar (1936–2018), russisch-usbekische Violinistin und Dirigentin
- Abduraim, Rassul (* 1988), kirgisischer Taekwondoin
- Abduraimov, Behzod (* 1990), usbekischer Pianist
- Abduraimov, Elnur (* 1994), usbekischer Boxer
- Abduraimova, Nigina (* 1994), usbekische Tennisspielerin
- Abduraschidow, Adlan Alijewitsch (* 1990), tschetschenisch-russischer Boxer
- Abdureshit, Elizat (* 2000), chinesischer Fußballspieler
- Abdurisag, Yusuf (* 1999), katarischer Fußballspieler
- Abdurixit, Abdulahat (* 1943), chinesischer Politiker
- Abdurrahman Abdi Pascha († 1686), osmanischer Militärbefehlshaber und Würdenträger
- Abdurrahman Hibri (* 1604), osmanischer Dichter und Historiograph
- Abdurrahman Nureddin Pascha (1833–1912), osmanischer Staatsmann und Großwesir des Osmanischen Reiches

#### Abdus
- Abdusattorov, Nodirbek (* 2004), usbekischer Schachspieler
- Abduschaparow, Dschamolidin (* 1964), usbekischer RadrennfahrerDschamolidin Abduschaparow (* 1964)

Dschamolidin Abduschaparow (* 1964)

- Abdussalam, Fawzi, libyscher Radrennfahrer
- Abdussalomow, Jussuf (* 1977), tadschikischer Ringer
- Abdussamed Diyarbekri († 1542), türkischer Chronist und Übersetzer

#### Abduv
- Abduvaliyev, Salim (* 1950), usbekischer Geschäftsmann und Filmproduzent

#### Abduw
- Abduwal, Abdulla (* 1999), chinesischer Fußballspieler
- Abduwalijew, Andrei (* 1966), tadschikisch-usbekischer Hammerwerfer und Olympiasieger

#### Abdux
- Abduxoliqov, Bobur (* 1997), usbekischer Fußballspieler

### Abdv
- Abdvali, Saeid Mourad (* 1989), iranischer Ringer

### Abdy
- Abdy, Maria (1797–1867), englische Dichterin
- Abdy, Richard (* 1970), britischer Numismatiker
- Abdykalykow, Aktan (* 1957), kirgisischer Regisseur
- Abdykalykow, Nurlan (1965–1988), sowjetisch-kirgisischer Boxer
- Abdyldajew, Erlan (* 1966), kirgisischer Diplomat
- Abdyli, Ramiz (* 1944), albanischer Wissenschaftler und Historiker
- Abdyrajew, Islambek (* 2000), kirgisischer Eishockeyspieler
- Abdyýewa, Bahargül (* 1974), turkmenische Politikerin